# San Cristóbal de La Laguna
La Laguna, offiziell San Cristóbal de La Laguna, ist eine Universitätsstadt (25.000 Studenten) und Bischofssitz mit 160.258 Einwohnern (Stand: 2024) auf der Kanareninsel Teneriffa.

## Lage und Klima

Panorama

La Laguna liegt westlich von Santa Cruz de Tenerife. Die Vororte von La Laguna und Santa Cruz de Tenerife gehen fließend ineinander über. Nachbargemeinden sind Santa Cruz de Tenerife im Osten, El Rosario im Süden und Tacoronte im Südwesten sowie das als Enklave eingeschlossene Tegueste. Zum Verwaltungsgebiet der Stadt gehören auch einige Touristengebiete an der Nordküste der Insel wie Bajamar und Punta del Hidalgo.
Die Gemeinde San Cristóbal de La Laguna hat eine Ausdehnung von 102,06 km². Die Innenstadt La Lagunas liegt auf einer Höhe von etwa 550 m über dem Meeresspiegel.
Durch ihre Höhenlage auf 550 Meter über dem Meeresspiegel ist das Wetter um durchschnittlich 4 Grad kühler als im benachbarten Santa Cruz de Tenerife. Das Wetter ist durch den Nordost-Passatwind geprägt, der gleichmäßig kühle und feuchte Luft in die Stadt bringt. La Laguna weist zwei ausgeprägte Jahreszeiten auf: einen sehr regenreichen Winter (November bis April) und einen sonnigen Sommer (Mai bis Oktober). Im Winter betragen die Temperaturen durchschnittlich 17 Grad tagsüber und 13 Grad in der Nacht; im Sommer liegen die durchschnittlichen Temperaturen tagsüber bei 24 und nachts bei 18 Grad. Einige Male pro Jahr ändert sich die Wetterlage, sodass aus südöstlicher Richtung sehr heiße, trockene und staubige Saharaluft in die Stadt transportiert wird. Dieses Wetterphänomen wird als Calima bezeichnet und kann bis zu eine Woche ununterbrochen dauern.

## Geschichte
Das gesamte, von den Ureinwohnern Aguere genannte Tal, in dem sich die Stadt ausbreitete, und insbesondere der große See, der sich an diesem Ort befand, war ein Wallfahrtsort der Ureinwohner der Insel.
Im Jahr 1494 schlug ein erster Versuch des Adelantados Alonso Fernández de Lugo, die Insel Teneriffa für die Krone von Kastilien zu erobern, fehl. Bei einem weiteren Versuch im Jahr 1495 traf die Hauptmacht der kastilischen Truppen etwas unterhalb der heutigen Innenstadt von La Laguna auf die Guanchen des Nordteils der Insel. Es kam zu der Schlacht von Aguere bei der vermutlich 1.700 Guanchen getötet wurden. Zum Gedenken an diese blutige Schlacht, bei der vermutlich auch der Mencey (Fürst) der Guanchen von Taoro, Bencomo, ums Leben kam, wurden an dieser Stelle ein Steinkreuz und später eine Kapelle errichtet.

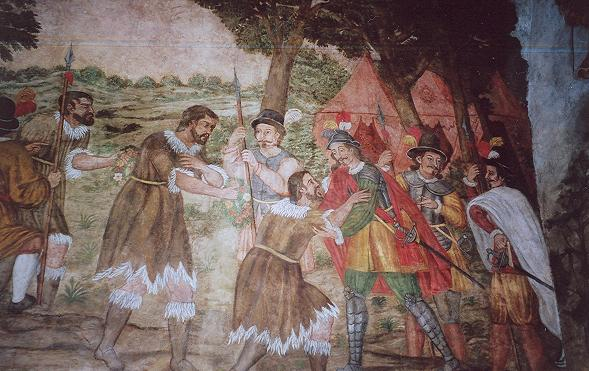
Kapitulation der Guanchen, Fresko im Rathaus

Nach der endgültigen Kapitulation der Guanchen in Realejo im Orotava-Tal im Jahr 1496 führte Alonso Fernandez de Lugo seine Truppen zurück nach Aguere, wo er sich niederzulassen und eine Siedlung zu gründen gedachte. Drei Gründe werden von Historikern für die Wahl dieses Ortes vorgebracht: Zum einen lag er in angemessener Entfernung zur Küste. Das bot auch ohne Befestigungsanlagen Schutz vor Angriffen durch Piraten, mit denen zu dieser Zeit ständig zu rechnen war. Der zweite Grund ist die Lage auf einer der wenigen ebenen Landflächen der Insel. Und drittens ermöglichten die Bodenbeschaffenheit und das Klima in Aguere den Anbau von Getreide und boten gute Weiden für die Viehzucht. Außerdem gab es einen von einem Bach durchflossenen See mit Trinkwasser, eben die Laguna.
Die erste Ansiedlung in San Cristóbal de la Laguna erfolgte in dem Gebiet, in dem sich heute die Kirche Nuestra Señora de la Immaculada Concepción befindet. Heute wird dieser Teil der Stadt als Villa de Arriba bezeichnet. Es wurden mit einfachen und nicht sehr haltbaren Materialien Häuser und eine kleine Kapelle gebaut. Die Einwohner ersetzten diese kurzlebigen Bauten nach und nach durch haltbarere Gebäude, die den Forderungen der Inselregierung nach Verwendung von nicht leicht brennbaren Baumaterialien entsprachen.
Diese ersten Siedlungsaktivitäten verliefen vollkommen planlos. Die Gebäude wurden willkürlich irgendwohin gebaut. Die Situation änderte sich nach der Rückkehr des Alonso Fernández de Lugo von einem Besuch auf dem Festland. Er selbst setzte ein Beispiel, indem er für sich ein Haus in dem Gebiet bauen ließ, das heute als Villa de Abajo bezeichnet wird. Hier wurden von der seit dem 9. Juli 1497 bestehenden Stadtverwaltung (Cabildo) Baugrundstücke bereitgestellt, Straßen angelegt und Trinkwasser über eine Wasserleitung aus dem Mercedeswald herangeführt. Zu dieser Zeit ging in ganz Europa der Trend dahin, neu anzulegende Städte schachbrettförmig zu planen. Der Einhaltung einer klaren einheitlichen Geometrie standen in La Laguna bereits vorhandene Wege und die Bodenbeschaffenheit entgegen. Die Entscheidung des Alonso Fernández de Lugo für einen Neubeginn der Siedlung wurde durch einen Beschluss der Stadtverwaltung bekräftigt, der die Bürger verpflichtete, sich in der Unterstadt anzusiedeln. Jeglicher Handel und Neubauten in der Oberstadt wurden verboten. Dies wurde in einer Anordnung vom 24. April 1500 bekannt gegeben. Als Grenze des zu bebauenden Stadtgebietes wird darin das Heiliggeisthospital (San Agustín) genannt. Die Stadtverwaltung erließ verschiedene Anordnungen, die die Bürger verpflichteten, gute Baumaterialien zu verwenden, die Häuser in einer Fluchtlinie zu bauen und die Straßen sauber zu halten. Man versuchte, einen kleinen Stadtkern zu erzeugen; eine wirkliche Stadt, die dem Ordnungsideal der Renaissance entsprach.
Der historische Stadtkern wurde in seiner heute bestehenden Form bis zum Ende des 16. Jahrhunderts angelegt. Das zeigt uns der erste Stadtplan, den der italienische Ingenieur Leonardo Torriani im Jahr 1588 zeichnete. Er zeigt bereits das heute noch vorhandene Straßenschema. Später wurden viele Häuser umgebaut; es wurden neue Gebäude auf freien Flächen erbaut, aber der Verlauf der Straßen wurde kaum verändert. Das Anwachsen der Stadt ist die Folge der zu Beginn des 16. Jahrhunderts rasch ansteigenden Bevölkerungszahl. Dieses Anwachsen wurde auch dadurch verursacht, dass die Landeigentümer verpflichtet waren, in der Stadt zu wohnen, wenn sie ihr Land, das ihnen auf der Insel unter verschiedenen Auflagen zugeteilt worden war, nicht verlieren wollten. Im Jahr 1515 zählte La Laguna eine Bevölkerung von rund 3.000 Bürgern.

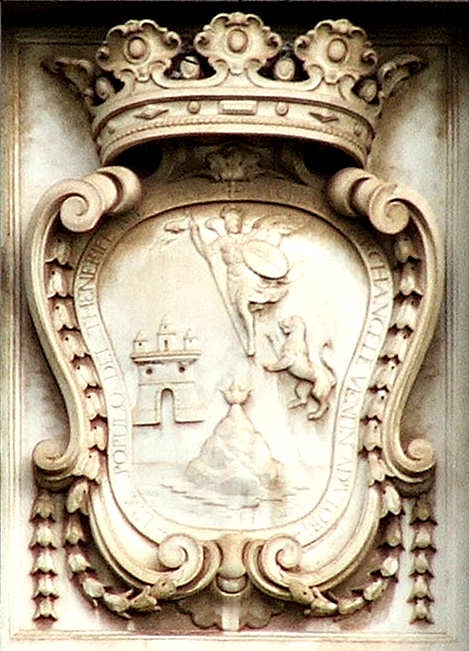
Wappen der Stadt aus dem Jahr 1510

Im Jahr 1510 erlaubte Königin Johanna (die Wahnsinnige) durch die Königliche Urkunde vom 23. März die Führung des Wappens, das den Erzengel Michael über einem Felsen zeigt, der den Teide darstellen soll. Darüber hinaus sind auf dem Wappenschild eine Burg und ein Löwe (Castilla y León) dargestellt. Im Jahr 1514 beantragte die Stadtverwaltung den Titel Stadt „unter Berücksichtigung, dass der Ort eine größere Bevölkerung hat als jede andere Ortschaft auf den Kanarischen Inseln auch als die Stadt Las Palmas“. Da sich der Hof nicht rührte, genehmigte sich der Stadtrat am 21. Juli 1521 selbst den Titel „Stadt“. Das wurde durch den Hof Karls I. (Karl V.) erst zehn Jahre später, 1531, legalisiert. Am 8. September 1534 wurde dem Titel das Attribut Noble hinzugefügt.
Heute führt die Stadt den offiziellen Titel: Muy Noble, Leal, Fiel, y de Ilustre Historia Ciudad de San Cristóbal de La Laguna.
1582 erlitt die Stadt eine virulente Schwarzpest-Epidemie, die zwischen 5.000 und 9.000 Todesfälle verursachte.
Gleichzeitig mit den Profanbauten erfolgte im 16. Jahrhundert der Bau von Sakralbauten. Seit dem 17. Jahrhundert fand eine bemerkenswerte Stagnation statt, sowohl was die Bautätigkeit betraf, als auch bezüglich der Bevölkerungszunahme. Wenn man die Zahlen der Bevölkerungserhebungen vergleicht, ergibt sich folgendes Bild: Im Jahr 1561 gab es in La Laguna 7.220 Bürger. Im Jahr 1805 hatte sich die Zahl nur auf 9.672 erhöht. Das heißt, dass in rund zweieinhalb Jahrhunderten nur 2.452 Bürger hinzugekommen waren. Der Verlust der Bedeutung La Lagunas begann im Jahr 1648 mit der Verleihung der Stadtrechte an die Ortschaft La Orotava. Bis zu diesem Zeitpunkt war das Cabildo, der Stadtrat von La Laguna, identisch mit der Inselverwaltung.
Die wirtschaftliche und politische Krise der Stadt hielt auch im folgenden Jahrhundert an. Im Jahr 1723 verlegte der Capitán General seinen Amtssitz nach Santa Cruz. Im Gegensatz dazu steht das Aufblühen der Kunst und der Kultur innerhalb der Stadt im 18. Jahrhundert. Im 18. Jahrhundert ist La Laguna die Stadt der Salons, der Schriftsteller und Künstler unter dem Mäzenatentum der vornehmen Familien (Nava y Grimón, Saviñón, Román usw.), in denen die laufenden künstlerischen und politischen Strömungen Europas, die auf der Insel offenbar auffallend präsent waren, diskutiert wurden. Es ist auch die Stadt der glänzenden Fassaden, es ist wirklich die Hauptstadt des gehobenen städtischen Lebens, der Gesellschaft, der Kunst und der intellektuellen Bewegung.
Im 19. Jahrhundert verstärkte sich der Rückgang der wirtschaftlichen und politischen Bedeutung der Stadt zugunsten der Stadt Santa Cruz, die früher nur ein kleiner Handels- und Fischereihafen war. Santa Cruz übernahm bald die neuen Verwaltungsaufgaben und wurde der Sitz neuer Einrichtungen, die durch die Verfassung von Cádiz geschaffen und durch Ferdinand VII. nicht rückgängig gemacht wurden. Die schwindende Bedeutung La Lagunas wurde durch die Neugründung der Universität San Fernando und die Einrichtung des Bischofssitzes nur wenig abgemildert, da die Universität im Jahr 1845 geschlossen wurde und der Bischofsstuhl zwischen 1848 und 1877 nicht besetzt war.
In der ersten Hälfte des 20. Jahrhunderts weitete sich die Stadt in der Fläche aus, was zu einem Anstieg der Bevölkerungszahl führte. 1965 wurde die Anzahl von 50.000 Einwohnern erreicht. Seit diesem Beginn ging es weiter bergauf und so erreichte die Stadt bei der Zählung am 1. Januar 1995 127.735 Einwohner. Die Ausweitung des tertiären Bereichs der Wirtschaft führte in der Universitäts- und Verwaltungsstadt zur Schaffung neuer Arbeitsplätze. Während der Tourismus in der Innenstadt keine überragende wirtschaftliche Bedeutung hat und in erster Linie als Tagestourismus auftritt, sind die Küstenbereiche des Stadtgebietes wie z. B. Punta de Hidalgo und Bajamar stark vom Tourismus abhängig. Im Rahmen der 500-Jahr-Feiern der Stadt wurden viele historische Gebäude renoviert. Die in der gleichen Zeit (1999) erfolgte Erklärung zum UNESCO-Welterbe führte zu einer verstärkten Wahrnehmung der Verantwortung für die Erhaltung der vorhandenen Substanz durch die Stadtverwaltung, die Inselverwaltung und die Regierung der Autonomen Region der Kanarischen Inseln.

## Ortsteile
| - La Verdellada - Barrio Nuevo (Viña Nava) - El Coromoto - San Benito - El Bronco - La Cuesta - Taco - Tejina - Valle Guerra | - Bajamar - Punta del Hidalgo - Geneto - Los Baldios - Guamasa - El Ortigal - Las Mercedes - El Batan - Las Carboneras |

## Einwohner
Entwicklung der Einwohnerzahl:
| Jahr | Einwohner | Bevölkerungsdichte |
| ---- | --------- | ------------------ |
| 1991 | 110.895   | -                  |
| 1996 | 121.769   | -                  |
| 2001 | 128.822   | 1.263 Ew./km²      |
| 2002 | 135.004   | -                  |
| 2003 | 134.004   |                    |
| 2004 | 137.314   | 1.337 Ew./km²      |
| 2005 | 141.627   |                    |
| 2006 | 142.161   |                    |
| 2007 | 144.347   | 1.414 Ew./km²      |
| 2008 | 148.375   |                    |
| 2009 | 150.661   |                    |
| 2014 | 153.009   | 1.499 Ew./km²      |

## Historische Plätze und Gebäude

### Plaza del Adelantado

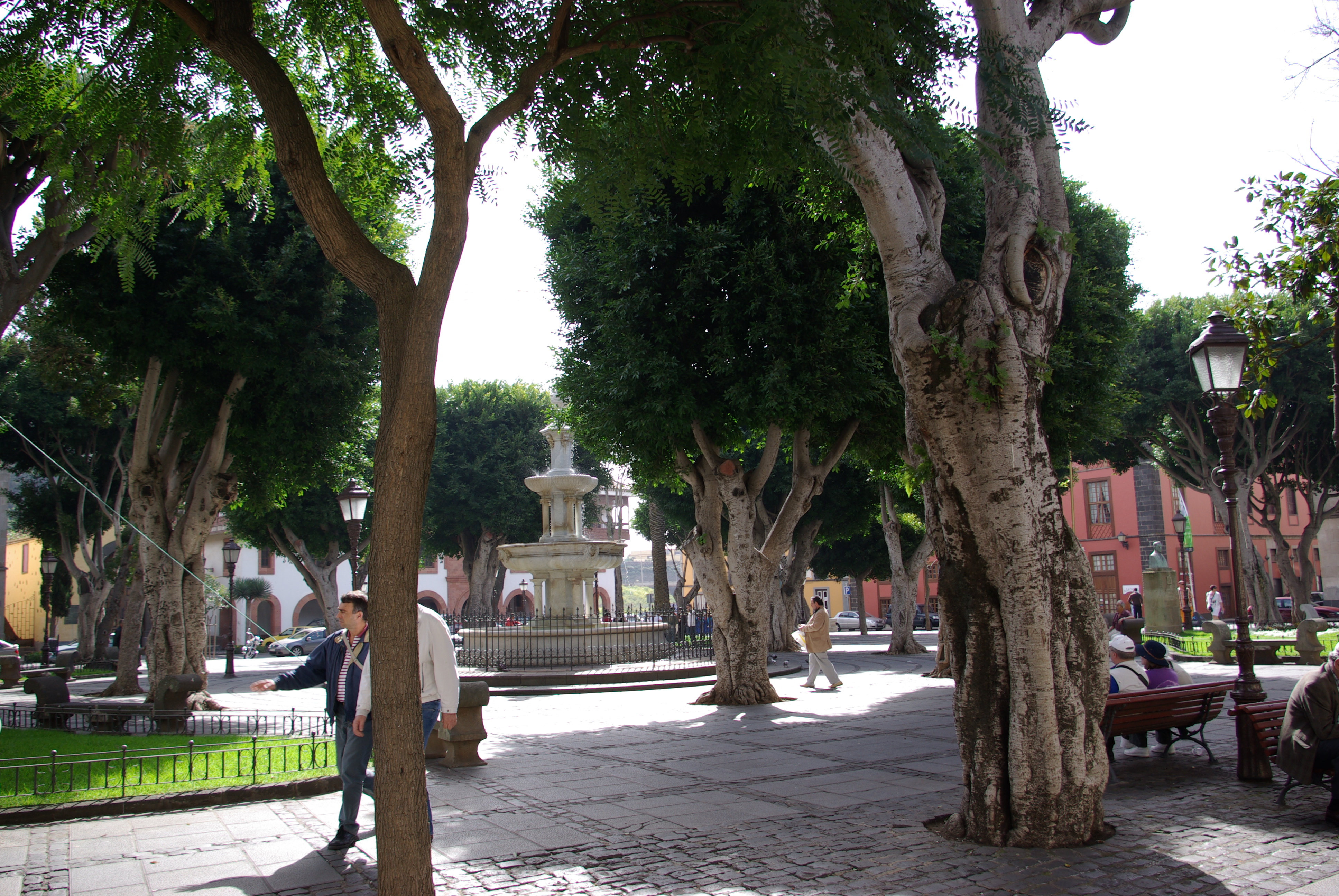
Plaza del Adelantado

Die Plaza del Adelantado war der wichtigste Platz der Stadt, seit sich Alonso Fernández de Lugo entschloss, seine Residenz hierher zu verlegen. Sie wurde auf dem Grundstück erbaut, auf dem sich heute das Kloster Santa Catalina befindet. Auch die wichtigsten Verwaltungsinstitutionen wurden in der Umgebung eingerichtet. Zu Anfang trug der Platz den Namen San Miguel nach der Kapelle, die gegenüber dem Haus des Adelantado errichtet wurde.
Auf diesem Platz fand bis in das 19. Jahrhundert ein großer Teil der öffentlichen Ereignisse statt: Feste, Prozessionen, Stierkämpfe, das Brechen von Zuckerrohr, Vollzug von Strafen usw. Er war auch Marktplatz; an der Ostseite befanden sich Metzgereien. Hier war auch der Endpunkt der Wasserleitung, die die Stadt mit Trinkwasser versorgte. Das Wasser floss durch einen Holzkanal, der aus dem Mercedeswald kam und durch die Calle Nava y Grimón verlief, die daher auch den Namen Calle Agua trug. Diese Wasserleitung bestand bis in das Jahr 1842.
Die Form des Platzes war früher nicht so gleichmäßig wie heute. Auch wenn sich seine Ausmaße über die Zeit hinweg erhalten haben, wurde das Aussehen erheblich verändert. Der Platz war ursprünglich nicht gepflastert. Im Jahr 1798 geschah dies zum ersten Mal. Im Jahr 1843 wurde er neu aufgeteilt und mit Bäumen und Bänken versehen. Der zentrale Marmorbrunnen stammt aus Marseille und wurde im Jahr 1870 aufgestellt.

### Casas Consistoriales oder Antigua Casa del Cabildo

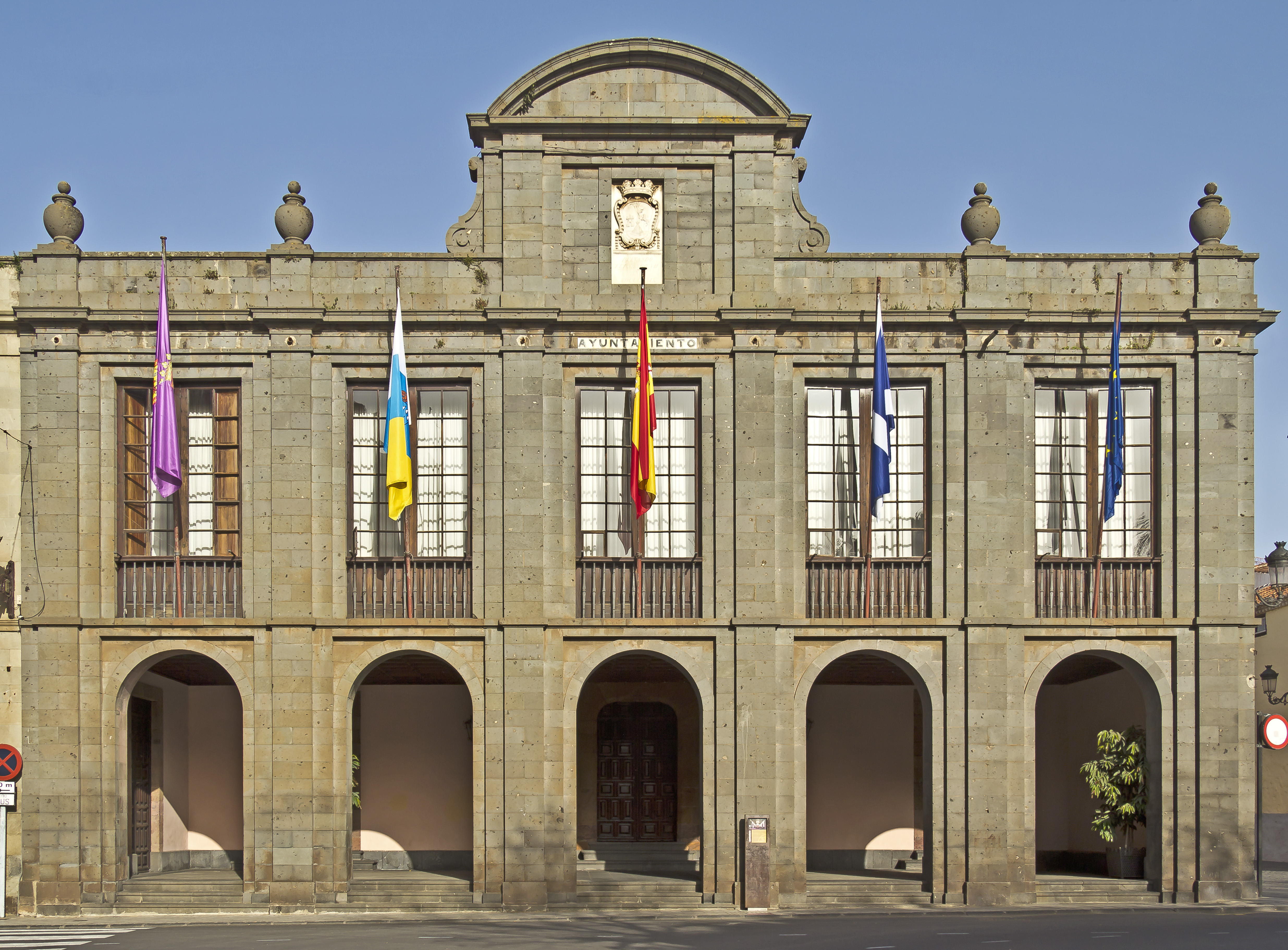
Ayuntamiento, Antigua Casa del Cabildo

An der südwestlichen Ecke der Plaza del Adelantado am Beginn der Calle Obispo Rey Redondo (Calle Carrera) liegen die Casas Consistoriales (Rathaus). Ein erstes Gebäude wurde hier bereits zu Beginn des 16. Jahrhunderts als Tagungsort des Cabildos errichtet. Die Struktur des Bauwerks hat sich im Laufe seines Bestehens vielfach verändert, sodass von dem ursprünglichen Gebäude so gut wie keine Reste erhalten sind.
Die Fassade zur Plaza del Adelantado wurde im Jahr 1822 nach den Plänen von Juan Nepomuceno Verdugo Dapelo umgestaltet. Die klassizistische Fassade ist mit Cantería azul verkleidet, einer Steinart, die in einem Steinbruch in Tegueste gewonnen wurde. Das untere Stockwerk besteht aus einem offenen Säulengang. Über den fünf Halbkreisbögen befinden sich fünf Fenster mit Metallgitterbrüstungen. Die Fassade wird im Mittelteil von einem geschwungenen Giebel gekrönt, in dessen Feld sich der Wappenschild befindet, den Königin Johanna von Kastilien und León der Stadt gewährt hat. Eine Inschrift weist darauf hin, dass die Arbeiten an dem Gebäude unter der Regierung Ferdinands VII. im Jahr 1824 erfolgten.
Auf den Wänden des Treppenhauses, das in den Vorraum des Sitzungssaales führt, befinden sich Wandmalereien, die im Jahr 1764 von dem Maler Carlos Dacosta erstellt wurden. Auf ihnen sind Szenen aus der Geschichte der Insel dargestellt. An der Stirnwand wird gezeigt, wie Nuestra Señora de Candelaria den Guanchen erscheint. Über der Szene sind die Schutzheiligen der Stadt abgebildet: San Miguel in militärischer Kleidung mit Lanze und Schild und San Cristóbal mit einem belaubten Stab in der Hand und das Christuskind auf den Schultern. Auf der linken Seitenwand ist die Kapitulation der Menceyes der Guanchen vor Alonso Fernández de Lugo dargestellt, auf der rechten Seitenwand die Vorstellung der Guanchen am Hof der Katholischen Könige. Der Treppenaufgang schließt mit einer achteckigen Decke ab, die in portugiesischem (manuelitischem) Stil mit Blumen, Blattgirlanden und anderen floralen Motiven auf hellem Grund geschmückt ist. Der gesamte Treppenaufgang wurde im Jahr 1996 restauriert. Das Treppenhaus geht in zwei großen Bögen aus rotem Stein in den Vorraum des Ratssaales über. Im Zwickel der Bögen ist eine Inschrift zu lesen: Reinado Carlos II, siendo Corregidor y Capitán der Guerra de ésta Isla y la de La Palma Teniente Coronel Don Agustín del Castillo Ruiz de Vergara y Regidores los Capitanes Don Juan Franco de Castilla y Don Franco de la Guerra.
Der Ratssaal wurde in seiner heutigen Form zwischen 1860 und 1866 nach Plänen von Manuel de Oraá y Arcocha eingerichtet. Im Jahr 1934 wurden verschiedene Veränderungen vorgenommen, und im Jahr 1963 wurde die dekorierte flache Holzdecke fertiggestellt.

### Antiguo Colegio de las Dominicas

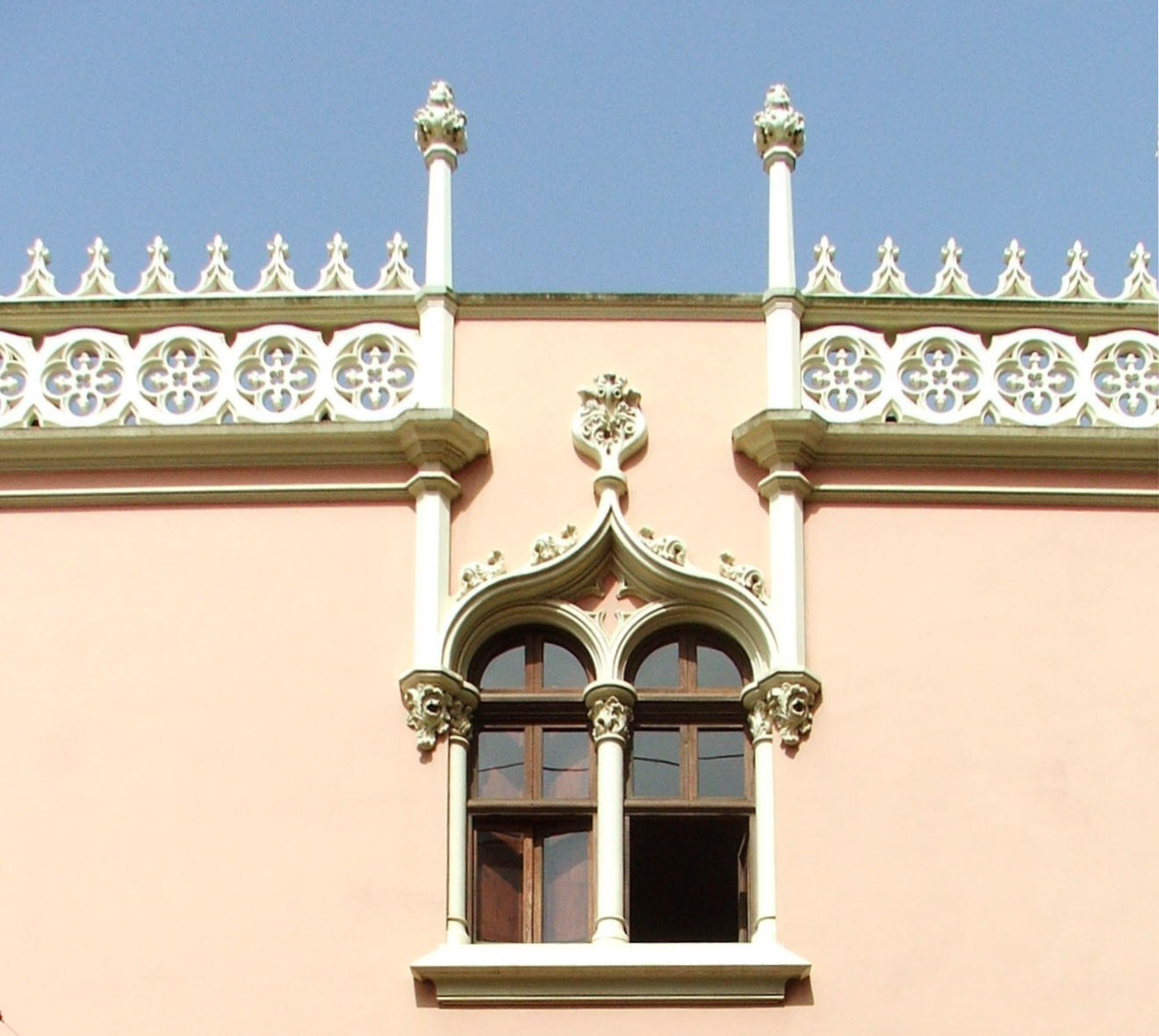
Antiguo Colegio de las Dominicas

Die ehemalige Schule der Dominikanerinnen liegt in der Calle Consistorio Nr. 4. Sie bildet einen Komplex mit den weiteren von der Stadtverwaltung genutzten historischen Bauten. Dass das Gebäude im 18. Jahrhundert errichtet wurde, ist noch an der weitgehend unveränderten Aufteilung im Inneren zu erkennen. Die Fassade wurde bei einem Umbau zu Beginn des 20. Jahrhunderts nach den Plänen des Architekten Mariano Estanga (1867 bis 1937) im Auftrag der Dominikanerinnen gestaltet. Heute (2008) ist das Gebäude ein Teil des Rathauskomplexes und enthält das Stadtarchiv. Hier lagern u. a. die Unterlagen der ersten Landverteilung sowie die Akten des alten Cabildo.
Die Dekoration der Fassade entspricht den künstlerischen Tendenzen, die sich beim Übergang vom 19. zum 20. Jahrhundert entwickelten. Die Benutzung architektonischer Elemente des späten Mittelalters, wie Spitzbogen, Wimperge und Pseudofialen, sollen an die Tradition der Klosterschulen anknüpfen. Das trifft auch auf die Statue des Heiligen Dominikus zu, die am südlichen Ende der Fassade angebracht ist.

### Casa Anchieta

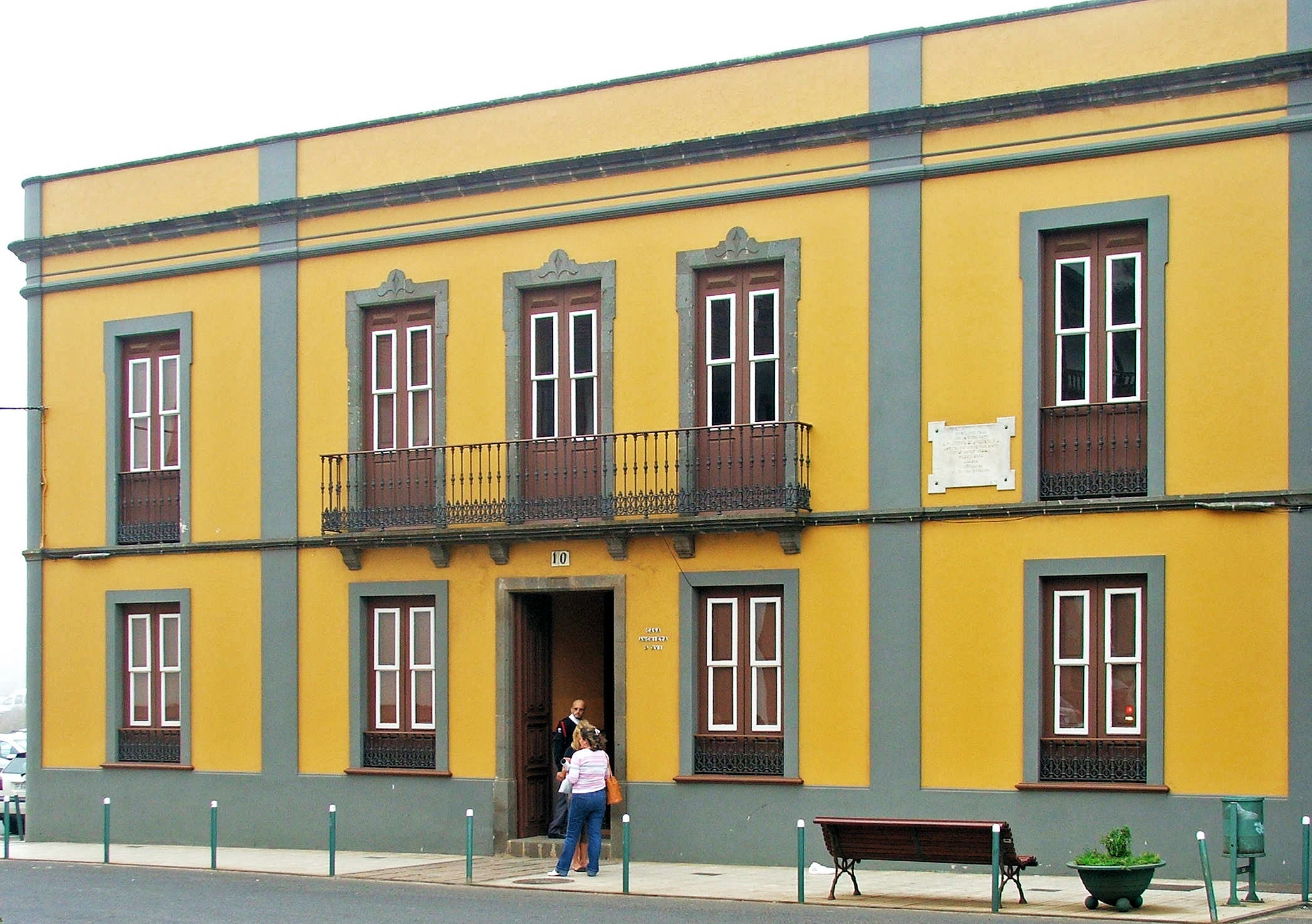
Casa Anchieta

Der Hauptmann und öffentliche Schreiber Juan de Anchieta ließ zu Beginn des 16. Jahrhunderts an der damaligen Plaza de San Miguel ein Haus errichten. Dort wurde am 19. März 1534 José de Anchieta der Apostel Brasiliens geboren. Der Jesuitenpater war maßgeblich an der Christianisierung Brasiliens beteiligt. Er gilt als einer der Gründer der Stadt São Paulo in Brasilien. José de Anchieta wurde 1980 seliggesprochen und am 3. April 2014 heiliggesprochen.
Das heutige Bauwerk entstand aus dem einfachen Gebäude des 16. Jahrhunderts, das, wie man auch an den unterschiedlichen Fassaden erkennen kann, zahlreiche Umbauten erfahren hat. Die Hauptfassade zur Plaza Adelantado folgt der Anordnung, wie sie in der Architektur der Kanarischen Inseln im späten 19. Jahrhundert üblich war: Symmetrisch mit einfacher Linienführung, Fenster und Türen mit Haustein eingefasst. Die Seitenfassade zum Callejón de las Quinteras zeigt eine anarchische Anordnung der Maueröffnungen – eine Besonderheit der Architektur des 17. Jahrhunderts, die sich auch bei der Aufteilung der Bauteile im Inneren des Gebäudes erhalten hat.
Das Gebäude steht seit 1986 unter Denkmalschutz. Nach dem Brand in der Casa Salazar im Jahr 2006 waren die Residenz des Bischofs und das Ordinariat der Diözese San Cristóbal de La Laguna in der Casa Anchieta untergebracht.

### Casa de Los Corregidores

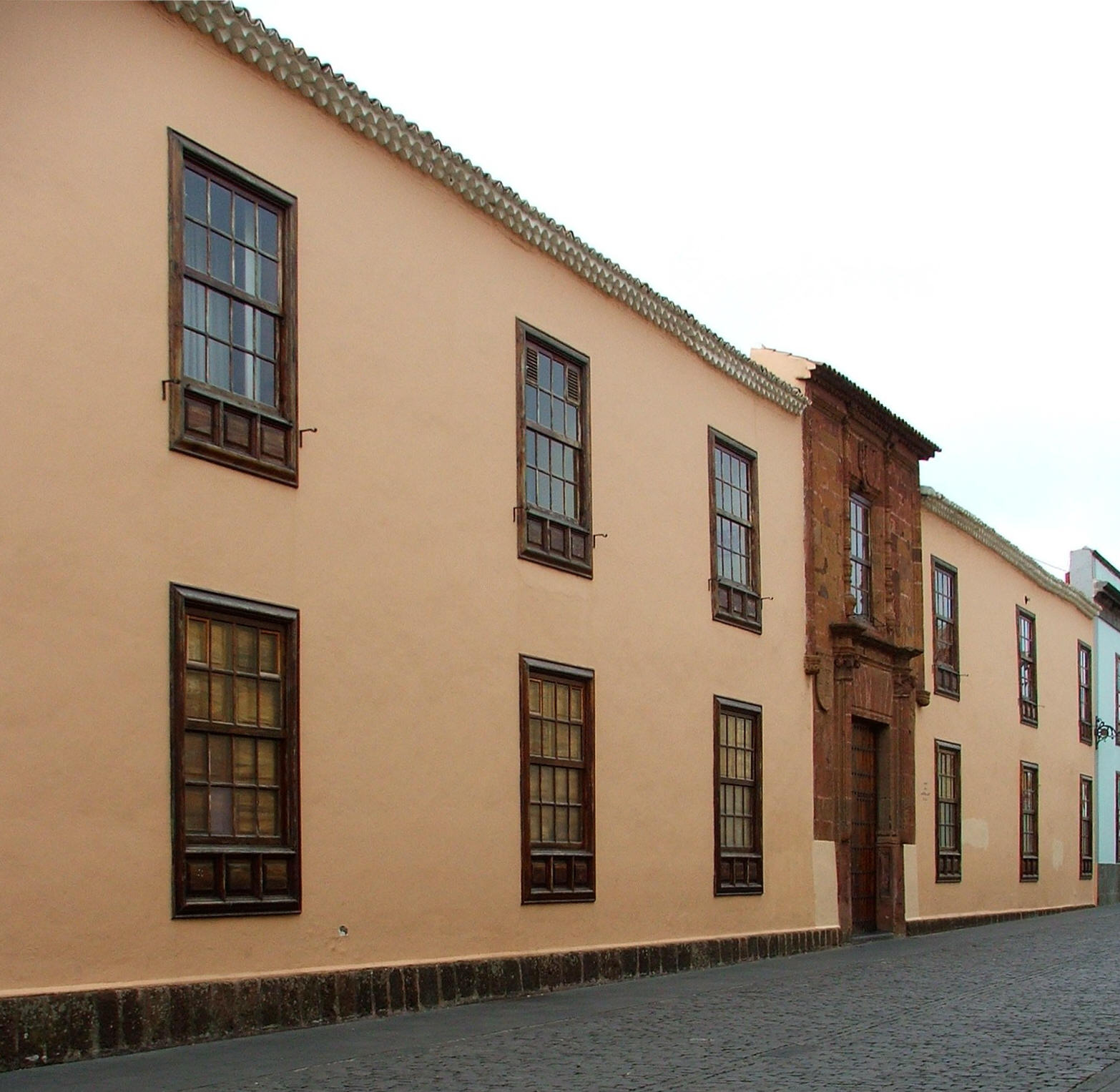
Casa de Los Corregidores

Das Haus des Corregidors befindet sich am Anfang der Calle Obispo Rey Redondo (Calle Carrera). Dieses Haus bildet einen Teil des Gebäudekomplexes des früheren Cabildos. Es trägt diesen Namen, weil es den Corregidores während ihrer Amtszeit als Wohnsitz diente. Auch wenn man das genaue Datum des Baubeginns nicht kennt, ist das Fertigstellungsdatum, das Jahr 1545, dank einer Inschrift an der oberen rechten Seite des Eingangsportales doch bekannt. Von dem alten Gebäude ist das Portal aus rotem Haustein der einzige erhaltene Teil. Es ist eines der wenigen Beispiele des Plateresken-Stil das auf den Inseln erhalten ist.
Das Portal besteht aus zwei Teilen die mit einem flächigen Rahmen umgeben sind. Der untere Teil enthält die umrandete Türöffnung. Auf beiden Seiten erkennt man kannelierte Pilaster die mit korinthischen Kapitellen abschließen. Die Pilaster haben unten keine Basis. Der obere gleichfalls umrandete Teil enthält ein Schiebefenster. An den Seiten sind Pilaster, die teilweise verziert und mit Wülsten versehen sind. Auch die Pilaster im oberen Teil des Portals schließen mit korinthischen Kapitellen ab. Am Portal sind drei Wappen angebracht: Im unteren Teil links der Tür das Wappen des Corregidor de Tenerife Jerónimo Álvarez de Sotomayor, während dessen Amtszeit das Gebäude fertiggestellt wurde, rechts der Tür das Wappen von Teneriffa und in der Mitte ganz oben das Wappen Kaiser Karls V. Heute (2008) ist das Gebäude ein Teil des Rathauskomplexes.

### Casa de la Alhóndiga

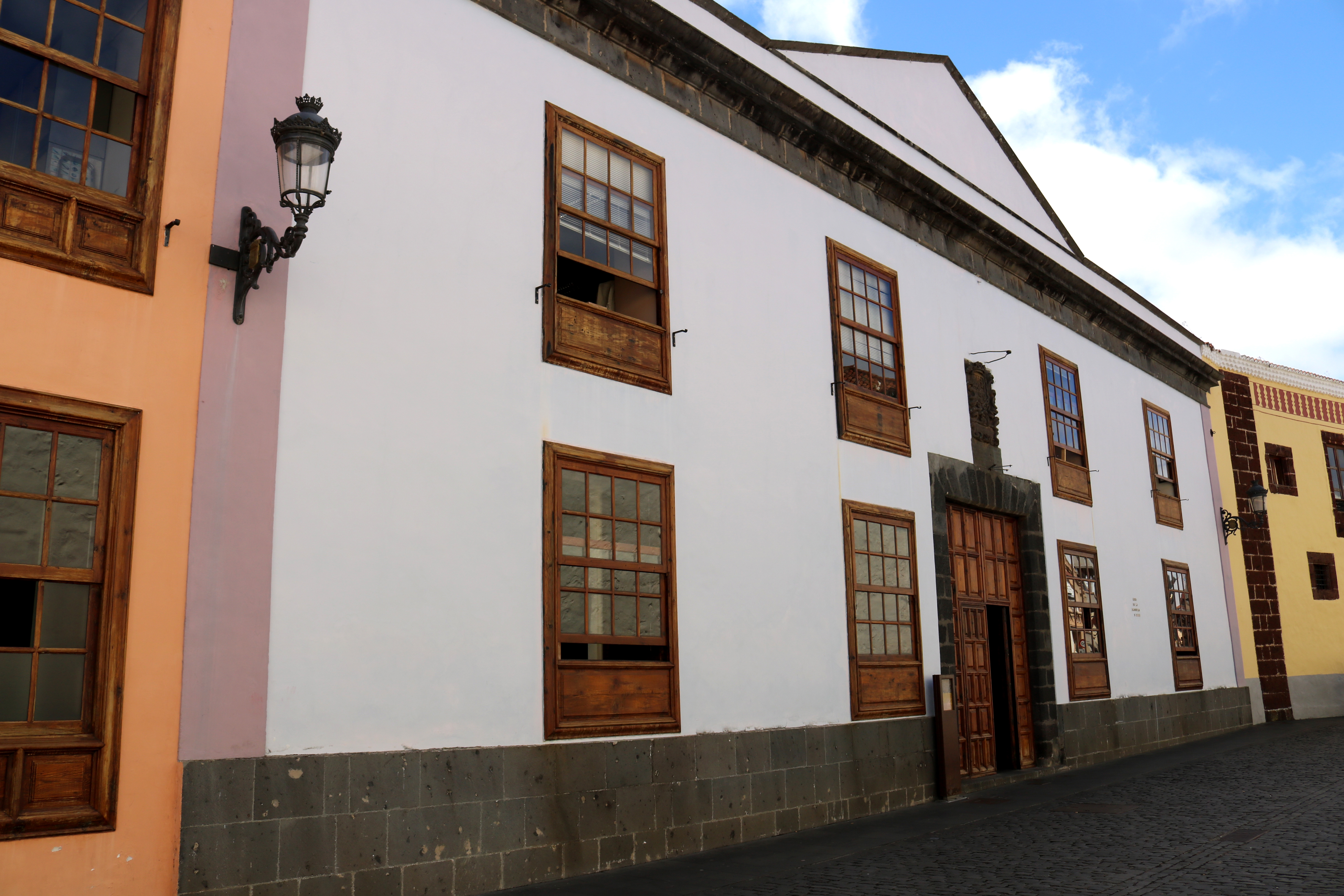
Casa de la Alhóndiga

Zwischen der Casa del Corregidor und der Casa Alvarado Bracamonte in der Calle La Carrera wurde dieses Haus in der Zeit von 1705 bis 1709 erbaut. Das Portal besteht aus einem großen Tor, das von Mühlenstein (einer sogenannten Steinart der Kanarischen Inseln) eingefasst wird. Darüber ist das Wappen der Spanischen Könige aus dem Haus Borbón angebracht, darunter die Inschrift reinado Felipe V. y syendo Corregidor y Capitán General destas yslas don José Antonio Ayala y Roxas, comisario de la obra Gonzalo de Ocampos y Pedro Colón.  (Während der Regierungszeit Philipps V. und der Amtszeit des Corregidors und Generalkapitäns dieser Inseln Herrn José Antonio Ayala y Roxas, Aufseher der Arbeiten Gonzalo de Ocampos und Pedro Colón). Die Maueröffnungen werden durch große Schiebefenster verschlossen die alle gleich groß und symmetrisch angeordnet sind. Die Originalfassade wurde in der Mitte des 19. Jahrhunderts im neoklassizistischen Stil renoviert. Dabei wurden an der Oberkante der Fassade ein Steingesims und ein Dreiecksgiebel angebracht, die das Dach verbergen. Nach einem Ratsbeschluss von 1850 wurde beabsichtigt hier ein Theater einzurichten. Das Projekt wurde aus wirtschaftlichen Gründen nicht fertiggestellt.
Die Alhóndiga ist der Ort an dem die ärmsten Bürger zu Zeiten des Mangels Weizen erhielten, wenn sie ihn nicht kaufen bzw. Brot unter dem Marktpreis kaufen konnten. Hier wurde auch Weizen als Saatgut für die Arbeiter bereitgestellt; sowohl für ihre eigenen als auch für die vom Rat verpachteten Felder.
Das Haus beherbergte die Verwaltung und Überwachung der verschiedenen wirtschaftlichen Tätigkeiten auf der Insel. Seit der frühesten Zeit war es Lager des Cabildos, in welchem Weizen und Wein von einem Jahr auf das nächste aufbewahrt wurden. Außergewöhnlich war die Nutzung als Gefängnis für 200 Franzosen, die am 7. Juni 1809 auf die Insel kamen. Im 19. Jahrhundert befanden sich hier auch das Bezirksgericht, eine Kaserne und ein Gasthaus. Es war Unterkunft der Guardia Civil, Kaserne einer Maschinengewehr-Kompanie, Isolierstation des Krankenhauses während der Spanischen Grippe im Jahr 1918 sowie städtische Schule und Lehrerbildungsanstalt. Mitte des 20. Jahrhunderts tagten hier das Amtsgericht im Erdgeschoss und das Landgericht im Obergeschoss. Heute sind in der Casa de la Alhondiga verschiedene Ämter der Stadtverwaltung untergebracht. Das Innere wurde insgesamt erneuert und kein Teil entspricht mehr dem Originalgebäude.

### Casa Alvarado Bracamonte oder Casa de los Capitanes Generales

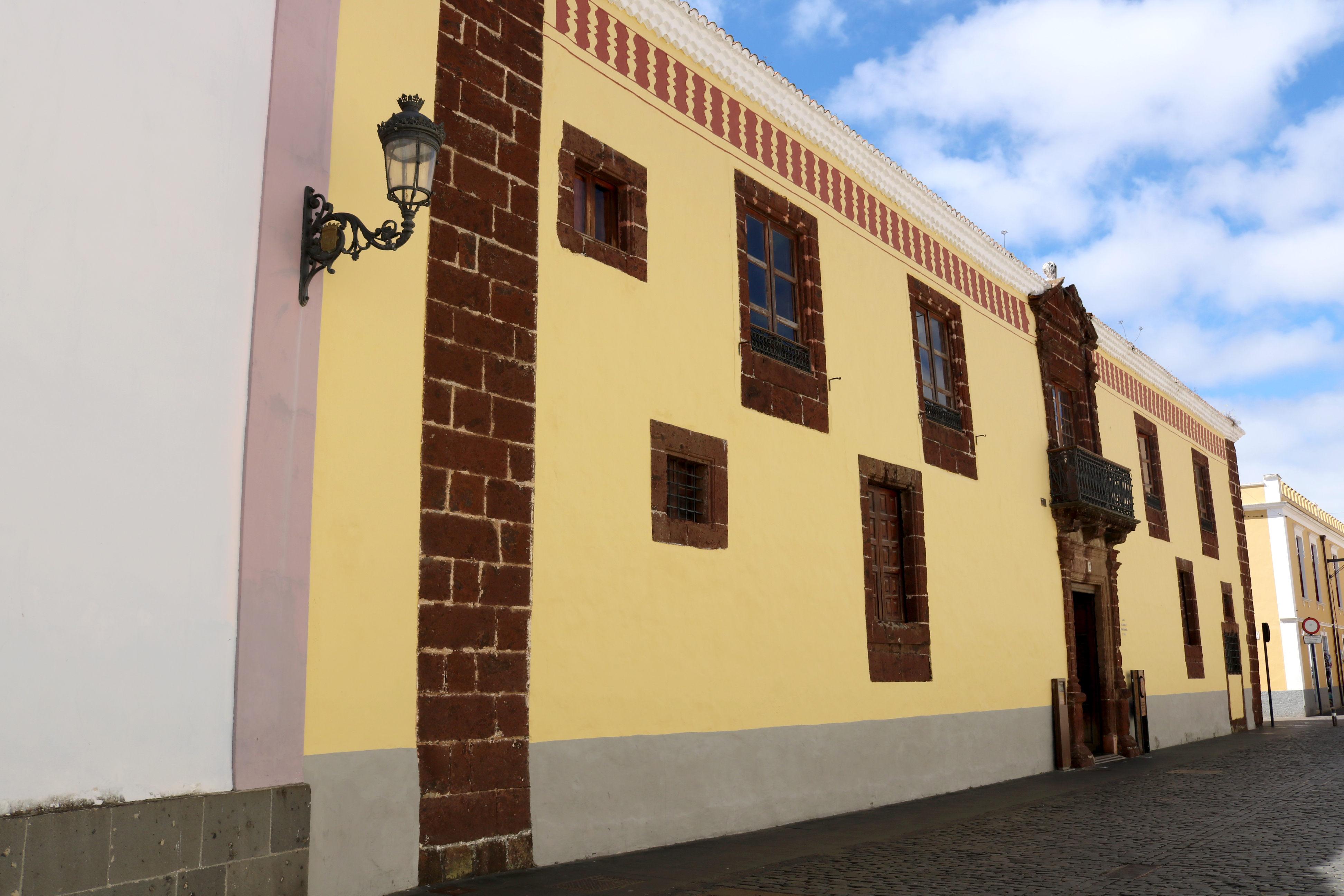
Casa de los Capitanes Generales

Im Jahr 1624 kam Diego de Alvarado y Bracamonte nach San Cristóbal de La Laguna, um hier die Ämter des Gouverneurs, des Corregidors und des Oberkommandierenden der Inseln Teneriffa und La Palma anzutreten. Bereits kurz nach seiner Ankunft heiratete er María de Vergara y Grimón, die unter anderem ein Grundstück an der Calle Carrera mit in die Ehe brachte. Auf diesem Grundstück in unmittelbarer Nähe zu den Gebäuden des Cabildo ließ sich das Ehepaar ein Wohnhaus errichten. Nach dem Tod des Erbauers erbte der Sohn Diego Alvarado y Bracamonte y Vergara y Grimón das Gebäude. Da die Erben auf das spanische Festland zurückkehrten, wurde das Haus in der Folgezeit bis zum Jahr 1723 von den jeweiligen Capitanes Generales als Residenz genutzt. Erst Ende des 19. Jahrhunderts verkauften die Nachfahren des Erbauers das Gebäude an die aus Kuba stammenden Brüder Antonio und José Leal y Leal. Von den Erben dieser Käufer erwarb die Stadt das Gebäude im Jahr 1976. Im November 1981 wurde die Casa Alvarado Bracamonte unter Denkmalschutz gestellt. Heute (2008) ist das Gebäude ein Teil des Rathauskomplexes.
Wie bei vielen historischen Gebäuden in La Laguna sind nur das Portal und die Fensterfassungen aus Haustein. Hier wurde ein roter Tuffstein verwendet. Der Stein stammt vermutlich aus dem bischöflichen Steinbruch, der in der Nähe der Stadt lag. Die Fenster sind sowohl in der Hauptfassade zur Calle Carrera als auch in der Seitenfassade zur Calle Viana (früher Calle El Pino) unregelmäßig angeordnet, wie dies im 17. Jahrhundert üblich war. Die Metallbrüstungen der Fenster im Obergeschoss stammen nicht aus der Entstehungszeit. Die starken Gitter an einigen Öffnungen im Erdgeschoss deuten darauf hin, dass hier zeitweise Steuergelder gelagert waren. Das Eingangsportal besteht aus zwei übereinander liegenden Bereichen. Auf beiden Seiten des Eingangstores erheben sich Pilaster mit Toskanischen Kapitellen auf mit Mustern geschmückten Sockeln. Der obere Bereich wiederholt das Schema des unteren. An Stelle des Eingangstores findet man hier eine teilverglaste Doppelflügeltür, die auf einen Balkon mit einer Eisenbrüstung führt. Das Portal wird oben durch einen gesprengten Dreiecksgiebel abgeschlossen, in dessen Zentrum eine Kugel steht. Unterhalb der Dachkante zieht sich ein Sgraffito entlang der gesamten Fassade. Dieses dekorative Element in spanisch-muselmanischer Tradition wurde nach der letzten Restaurierung in den 1990er-Jahren wiederhergestellt.
Der Innenhof war früher nicht geschlossen, sondern öffnete sich in den dahinter liegenden Obst- und Gemüsegarten. Die Galerien im Innenhof werden von Säulen aus rotem Tuff getragen, die im 20. Jahrhundert mit Zement ummantelt wurden, der nicht ohne Schaden entfernt werden kann. Links des Eingangs ist eine zweiläufige Treppe, deren unterer Lauf aus Stein besteht.

### Teatro Leal

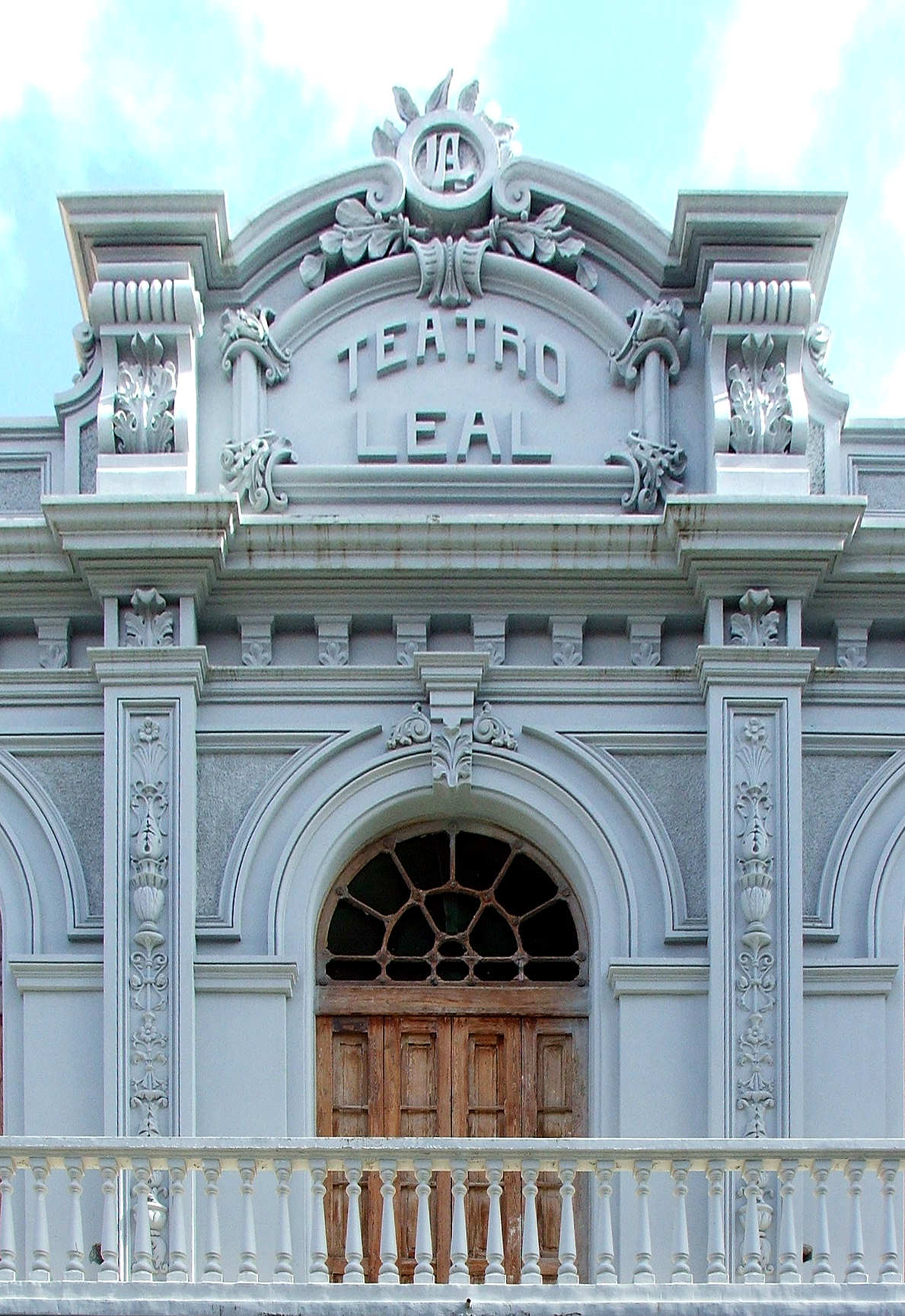
El Teatro Leal

Das Theater in der Calle Carrera wurde im Jahr 1915 im Auftrag von Don Antonio Leal nach Plänen des Architekten Pintor gebaut. Die Fassade zeigt die typischen Merkmale des Eklektizismus wie er zu Beginn des 20. Jahrhunderts bei öffentlichen Gebäuden üblich war. Die Fassade besteht aus einem zweistöckigen Zentralkörper, der von dreistöckigen Türmen flankiert wird. Im Erdgeschoss sind fünf Türen. Die drei wichtigsten sind im Zentralkörper und zwei an den Seiten. Im Hauptkörper erscheint im ersten Obergeschoss ein Balkon in der gleichen Breite wie die Türen im Erdgeschoss. Zwei Balkone an den Seiten erhalten die Symmetrie. Der Mittelbalkon zeigt eine Brüstung aus Zementbalustern, während die Brüstungen der seitlichen Balkone aus Eisen sind und oben einen Abschluss aus Holz haben.
An den Innenwänden befinden sich symbolistische Fresken von López Ruiz und an der Decke große allegorische Malereien.
Das Theater, das Platz für mehr als tausend Zuschauer bot, wurde in den 1960er-Jahren als Kino genutzt.
Das Gebäude war 18 Jahre lang wegen Renovierungsarbeiten geschlossen. Erst im Oktober 2008 wurde das Gebäude nach einem langen Prozess der Erneuerung und Wiederherstellung, seiner ursprünglichen Aufgabe, nämlich als Ort der kulturellen und künstlerischen Unterhaltung zu dienen, wieder eröffnet. Zur feierlichen Einweihungszeremonie am 14. Oktober war auch der spanische Kronprinz Felipe von Spanien mit seiner Frau Letizia Ortiz Rocasolano angereist.

### Casa Salazar

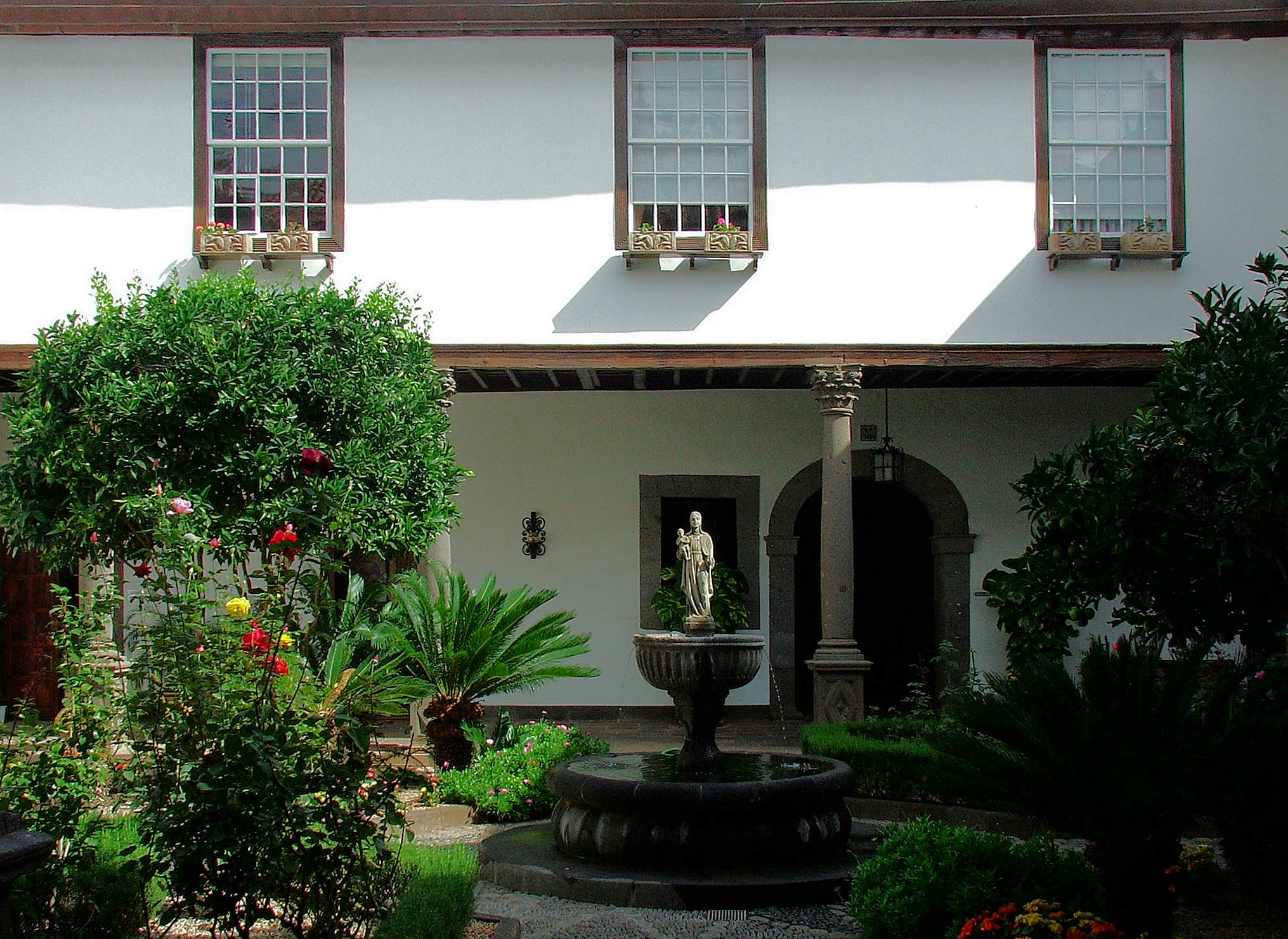
Casa Salazar, Patio (vor dem Brand 2006)

Der Palacio Salazar ist ein gutes Beispiel für die kanarische Barockarchitektur. Don Cristóbal Salazar de Frías, I. Conde del Valle de Salazar, ließ das Gebäude in den Jahren 1681 bis 1687 errichten. Das Gebäude wurde zeitweilig durch das Casino cultural „El Porvenir“ genutzt. Im Jahr 1892 wurde es zum Sitz des Bischofs und der bischöflichen Verwaltung.
Die zweistöckige Fassade ist ganz in Stein ausgeführt, der in einem Steinbruch bei Tegueste abgebaut wurde. Die Fassadengestaltung stammt von Andrés Rodríguez Bello, dem Baumeister, der auch die Fassade des Palacio Nava y Grimón gestaltet hat.
Die Ähnlichkeit zeigt sich an dem Gesamtaufbau, besonders aber bei der Gestaltung des Portals. Es finden sich hier z. B. auch die Säulenpaare auf einer gemeinsamen Basis. Der auffälligste Teil ist der Giebelabschluss mit dem Wappen der Familie Salazar. An der Dachkante befinden sich Wasserspeier mit zoomorphen Formen, die an präkolumbisch-mexikanische Kunst erinnern. Der begrünte Innenhof ist von geschlossenen Galerien umgeben. Auf der Seite, die dem Eingang gegenüberliegt, befindet sich ein Treppenhaus, das durch eine achteckige Decke abgeschlossen wird.
Das Gebäude steht seit 1983 unter Denkmalschutz. Im Januar 2006 wurde es durch ein Feuer weitgehend zerstört, aber originalgetreu wiederhergestellt.

### Casa de los Jesuitas oder Universidad de San Fernando

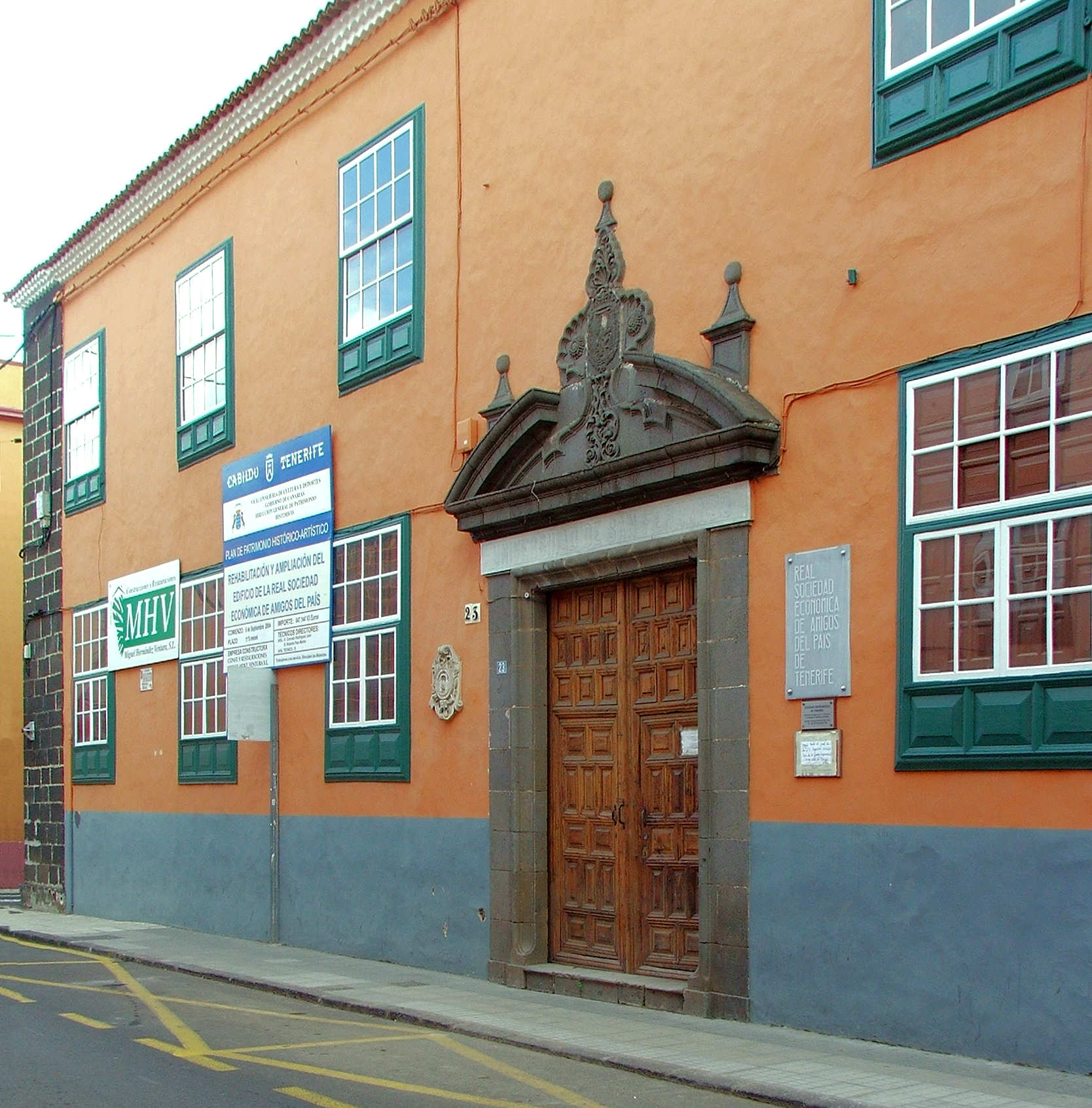
Casa de Los Jesuitas

Der Jesuitenorden ließ sich erst sehr spät in La Laguna nieder. Auf den Kanarischen Inseln war er nur noch in La Orotava und Las Palmas mit Schulen vertreten. Mit der Errichtung des Gebäudes in der Calle San Agustin wurde im Jahr 1733 begonnen. Im Jahr 1737 wurde es fertiggestellt. Im Jahr 1767 ordnete Karl III. die Ausweisung der Jesuiten aus den Spanischen Gebieten an; dadurch wurde der Staat Eigentümer des Gebäudes. Im Jahr 1778 wurde der Real Sociedad Económica de Amigos del País de Tenerife ein Teil des Gebäudes als Sitz zur Verfügung gestellt. Im Jahr 1792 wurde hier die Universität San Fernando eingerichtet, die allerdings erst im Jahr 1817 ihren Betrieb aufnahm und 1845 wieder einstellte. Mit der Wiedereinrichtung der Universität im Jahr 1927 wurden hier wieder Hörsäle eingerichtet. Diese Art der Nutzung hielt an bis zur Errichtung der neuen Universitätsgebäude in den 1950er-Jahren. Das Haus wird heute von der Real Sociedad Económica de Amigos del País genutzt.
Der Grundriss ist L-förmig. Die Hauptfassade entspricht dem Aussehen vieler anderer Gebäude der Zeit in La Laguna: Ecken aus Haustein, die restlichen Mauern glatt verputzt und gestrichen. Regelmäßig angeordnete Schiebefenster mit Brüstungen und Laibungen aus Holz. Die Eingangstür wird durch einen Rahmen aus Stein hervorgehoben, der oben mit einem gesprengten Segmentgiebel abschließt. Die Doppelflügeltür besteht aus Rahmen mit Kassettenfüllungen.

### Casa Lercaro

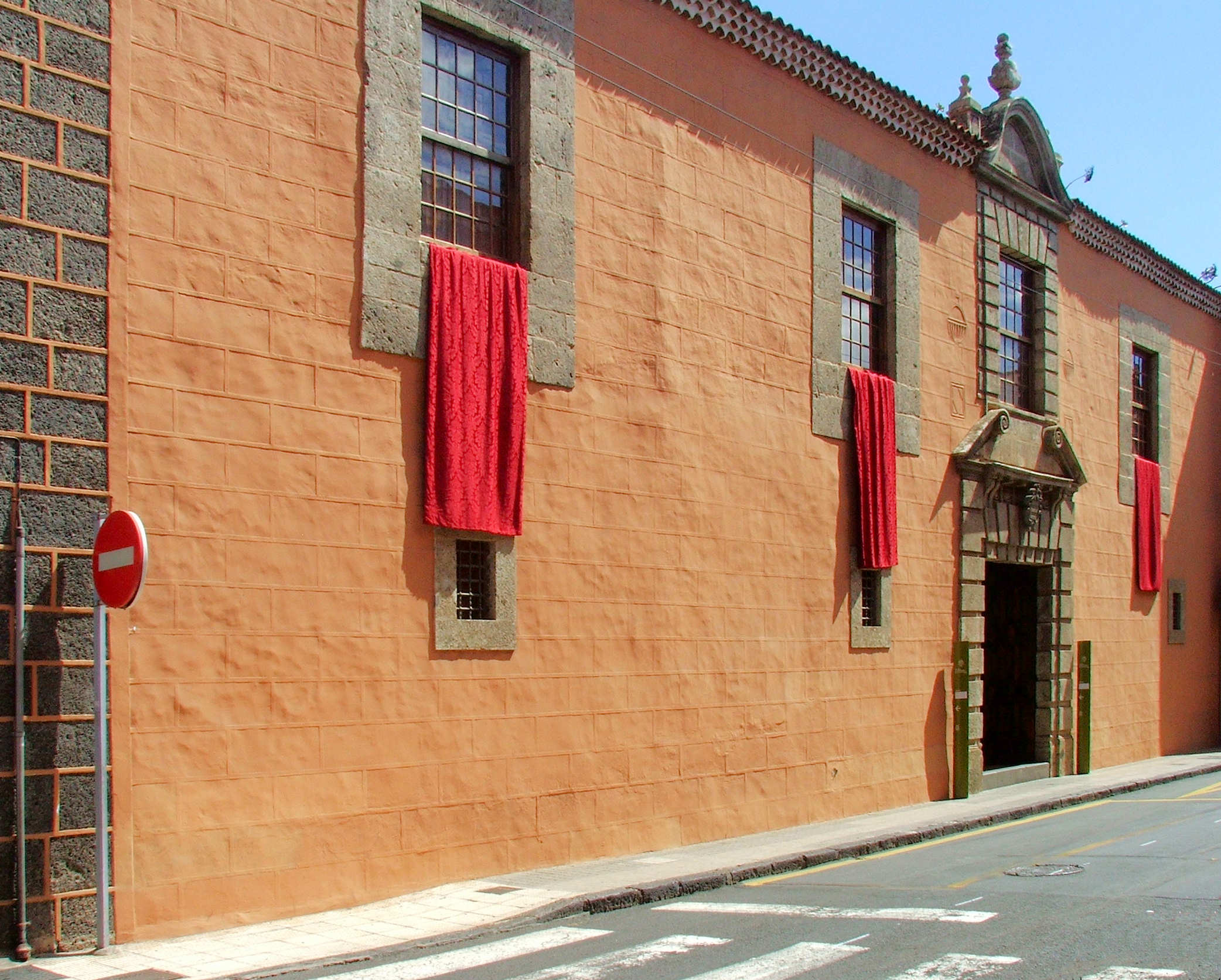
Casa Lercaro, Museo de Historia de Tenerife

Das Haus Lercaro steht als ein gutes Beispiel für die Architektur eines Privathauses am Ende des 16. Jahrhunderts. Es wurde 1593 auf den Grundmauern eines bereits vorhandenen Gebäudes errichtet. Der Auftraggeber Francisco Lercaro de León stammte aus einer alten Genueser Kaufmannsfamilie. Seine Vorstellungen von Architektur und Lebensart sind bei der Gestaltung offensichtlich stark mit eingeflossen. Die Fassade besteht, wie in La Laguna üblich, aus Mamposteria. Dies ist eine verputzte Mauer aus Naturstein, die nur an den Ecken und den Fensterlaibungen mit sichtbaren Steinquadern und am Portal mit umfassenderen Canterías (Steinmetz- bzw. Steinbildhauerarbeiten) verziert sind. Auffallend an diesem Haus sind die Sgraffiti in der Art wie man sie an genuesischen Palästen findet. Die heute sichtbaren Muster wurden bei der Wiederherstellung des Gebäudes freigelegt und erneuert.
Auch im Inneren findet man eine außergewöhnliche Ausschmückung: Türöffnungen waren weitflächig mit Freskomalereien eingefasst. Teile davon sind heute noch zu erkennen. Durch den Haupteingang gelangt man in den Innenhof. Die sieben Säulen, welche die Galerien tragen, sind abwechselnd aus Holz und aus Stein. Die Flächen der drei mit Glas geschlossenen Galerien im ersten Innenhof sind mit reich geschnitzten Füllungen geschmückt. Links des Eingangs ist die Haupttreppe, die aus dem gleichen Stein gearbeitet ist wie die Türeinfassungen und die Säulen im Innenhof. Das Gebäude, besonders aber die Anbauten, wurden teilweise erheblich verändert. Zwischenzeitlich wurde das Gebäude vom Militär genutzt, es war Sitz der Philosophischen Fakultät der Universität und Grundschule. In den Nebengebäuden befanden sich eine Tischlerei, eine Schmiede und eine Schuhmacherwerkstatt. Im Jahr 1976 wurde das Anwesen vom Cabildo de Tenerife erworben und 1983 unter Denkmalschutz gestellt. Das Museo de Historia de Tenerife eröffnete im Jahr 1993 seine Ausstellungen in der Casa Lercaro.

### Casa Montañéz

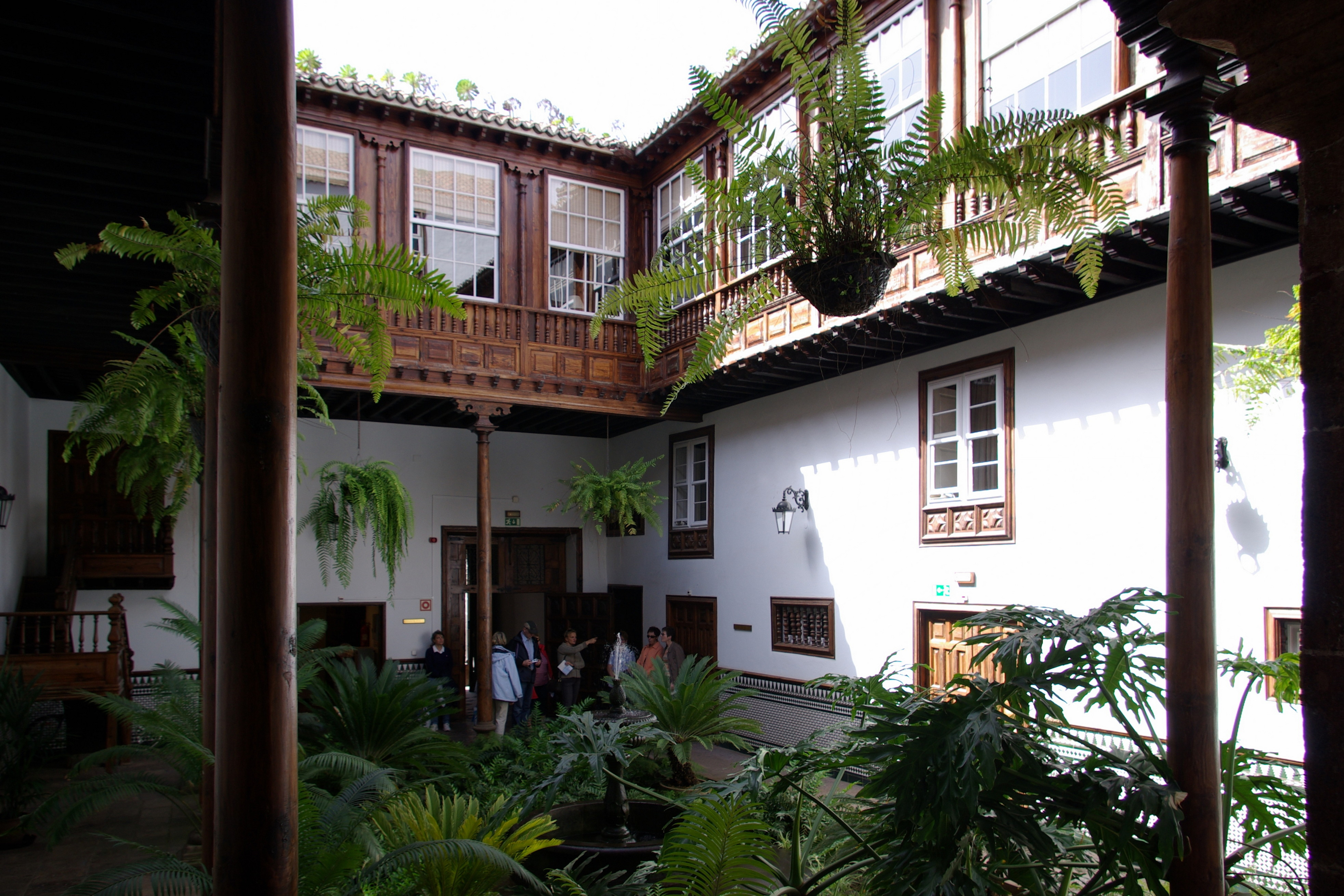
Casa Montañés, Patio

Der im Amerikahandel tätige Francisco Montañés, der auch Hauptmann der Miliztruppen war, ließ das Gebäude im Jahr 1746 in der Calle Real (heute Calle San Agustín) als Wohn- und Geschäftshaus bauen. Es hat drei Stockwerke und ein Zwischengeschoss. Das oberste Stockwerk diente als Kornspeicher, das herrschaftliche Stockwerk ist durch die großen Schiebefenster zu erkennen. Ein Stockwerk tiefer, in einer Art Zwischengeschoss, waren die Geschäftsräume untergebracht. Das Erdgeschoss diente als Lager und Weinkeller. Der Eingang ist mit einem für La Laguna typischen Portal geschmückt, in dessen oberen Teil das Familienwappen des Erbauers eingesetzt ist.
Im Inneren öffnet sich ein erster weiter Innenhof mit verglasten Galerien, die von Holzsäulen getragen werden, deren oberen Abschluss interessante Holzarbeiten bilden. Die Haupttreppe auf der Hinterseite des Hofes besteht im ersten Lauf aus Stein, in den folgenden aus Holz. Ein weiterer Innenhof hatte früher einen Zugang zur seitlich verlaufenden Calle Viana.
Im Jahr 1985 erwarb die autonome Regierung der Autonomen Region der Kanarischen Inseln das Gebäude. Es wurde wiederhergestellt, um als Sitz des Consejo Consultativo de Canarias (Beratende Versammlung der Kanarischen Inseln) zu dienen.

### Casa Nava y Grimón oder Palast der Marqueses de la Villa nueva del Prado

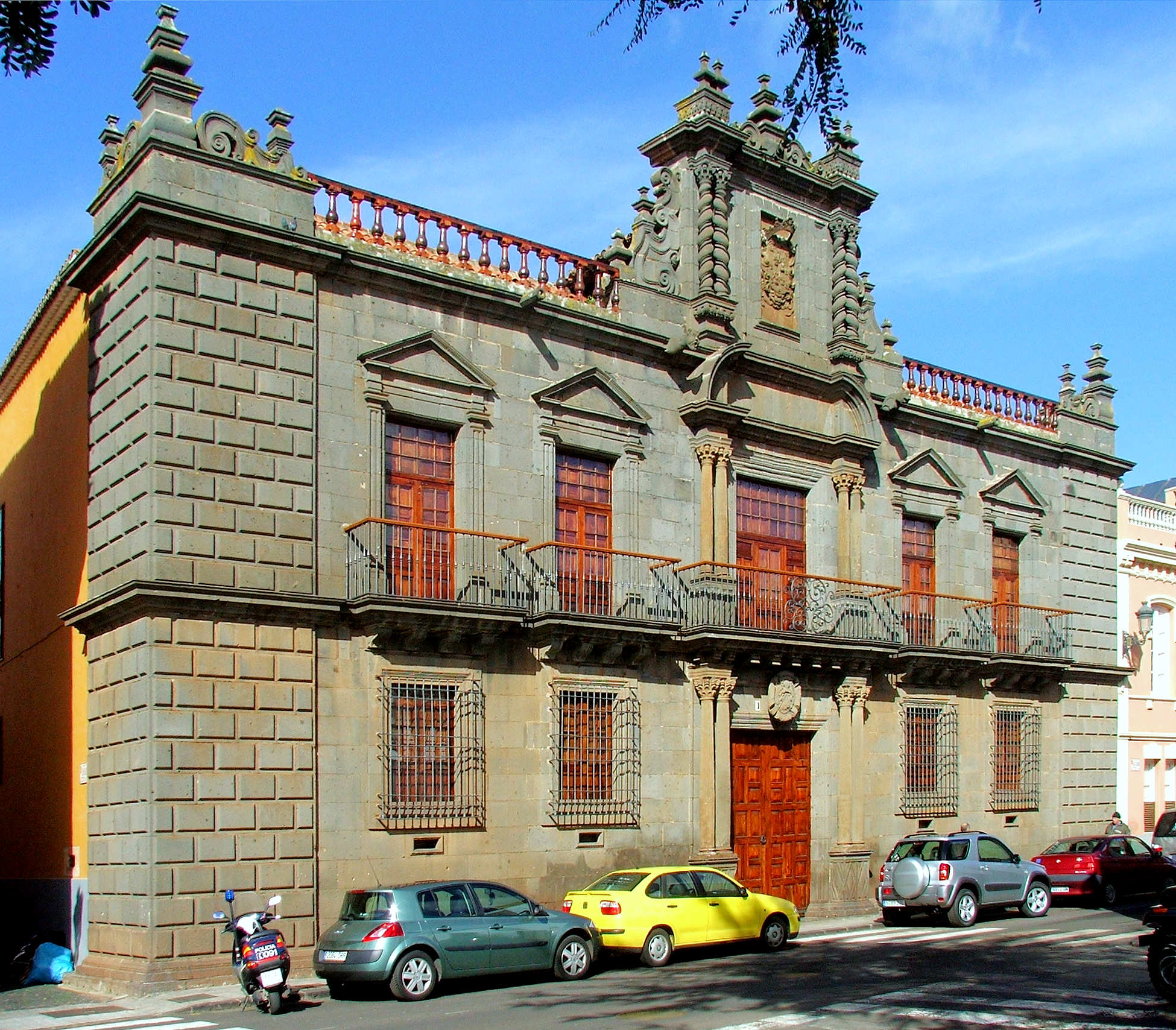
Casa Nava y Grimón

Das Haus der Familie Nava y Grimón befindet sich an der nordwestlichen Ecke der Plaza del Adelantado. Es hat zwei Fassaden, die eine zum Platz und zur Calle Nava y Grimón, der ehemaligen Calle del Agua, die Seitenfassade nach Süden zur Calle Deán Palahi.
Der Bau des Hauses wurde im Jahr 1586 durch Tomás Grimón begonnen. Der mittlere Teil der Fassade mit seinem Giebelabschluss und den gedrehten Säulen im Stil des Barocks wurde zu Ende des 17. Jahrhunderts errichtet. Im Jahr 1776 ließ Tomás Nava Grimón y Porlier das Haus komplett erneuern. Die Fassade zur Plaza del Adelantado wurde mit Cantería azul (einem Stein, der in Tegueste abgebaut wird) verkleidet. Hierbei sind die Polsterquader an den Ecken besonders bemerkenswert. Auch die Balustraden, die die Wandfläche nach oben abschließen, stammen aus dieser Zeit. Auf der Fläche über der Tür erscheint das Wappen der Familie Grimón. Im Giebelfeld ist das Wappen der Marqueses de la Villa nueva del Prado angebracht, ein Titel der in der Familie Nava y Grimon erblich ist. Auf der Rückseite des Innenhofes wurde eine glanzvolle Haupttreppe mit Marmorbalustraden und -stufen errichtet, die von einer Decke abgeschlossen wird, die mit portugiesischen Ornamenten geschmückt ist.
Das Haus an der Plaza del Adelantado war im Zeitalter der Aufklärung die Bühne für die Tertulias (die politisch-literarischen Salons), deren Mittelpunkt Tomás und später Alonso Nava y Grimón waren.
Das Gebäude wurde im Jahr 1976 unter Denkmalschutz gestellt.

### Convento und Iglesia Santo Domingo

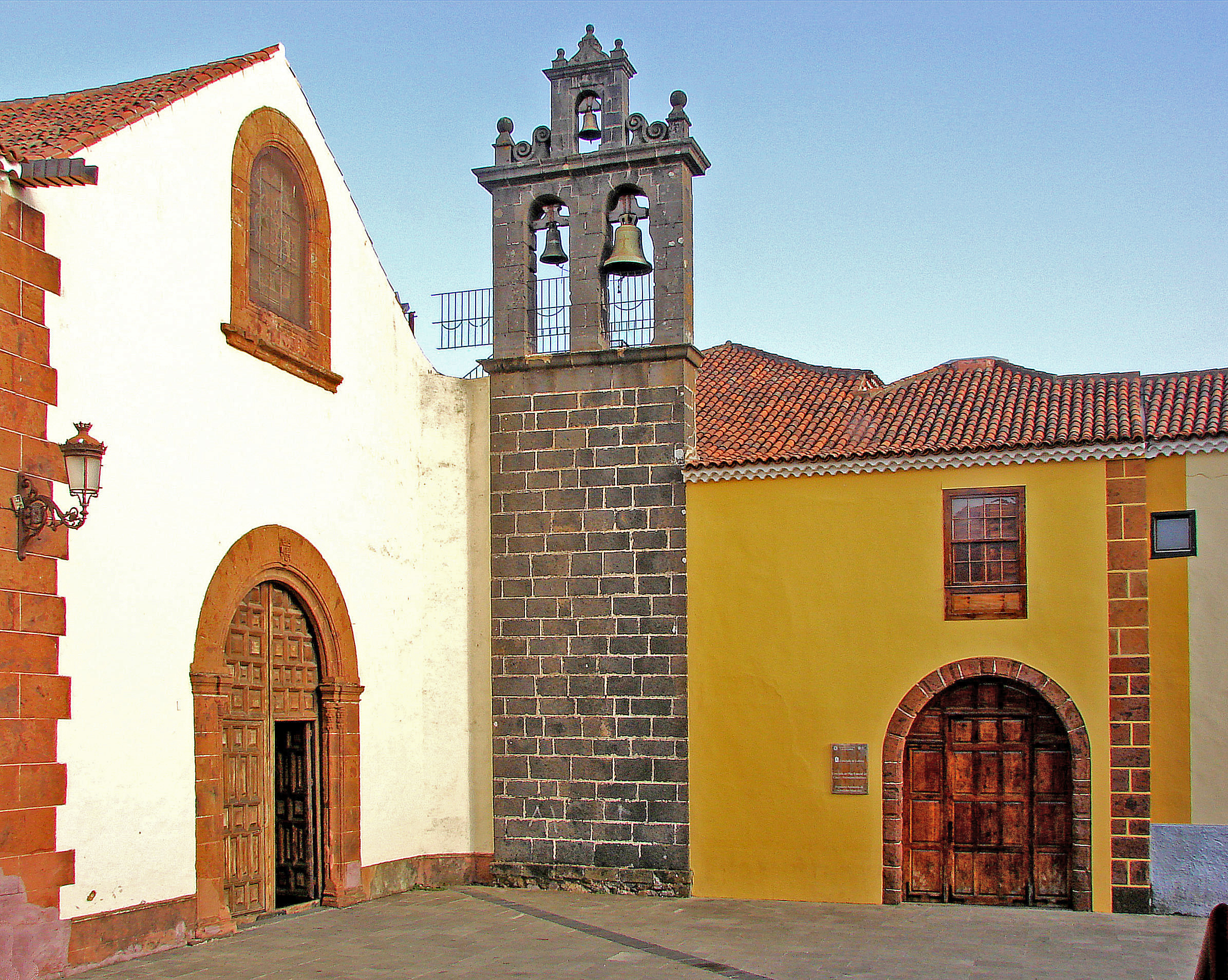
Ex-Convento Santo Domingo

Der Eroberer Don Alonso Fernández de Lugo überließ am 13. Mai 1522 dem Dominikanerorden die Kapelle San Miguel an der heutigen Plaza del Adelantado, damit dieser im Umfeld der Kapelle ein Kloster mit dem Namen San Miguel de los Ángeles hätte gründen können. Ein Kloster mit diesem Namen wurde dann aber von den Franziskanern etwas nördlich der damaligen Stadt errichtet. Nachdem fünf Jahre vergangen waren, und bis dahin der Klosterbau der Dominikaner nicht angefangen war, wurden die Mönche im Jahr 1527 aufgefordert, diesen Platz zu verlassen. Dieser war nun, nach einem Beschluss des Cabildos vom 3. Juni 1524 für ein Kloster der Dominikanerinnen vorgesehen.
Die Mönche zogen um auf ein neues Grundstück, auf dem bereits eine Kapelle, die Ermita de la Concepción stand. Hier begannen sie mit dem Bau eines neuen Klosters, das den Namen Santo Domingo de la Concepción erhielt.
Am 9. Dezember 1532 stellten die Mönche fest, dass sie so eine ehrgeizige Arbeit, wie es der Bau des Klosters darstellte, nicht allein vollbringen konnten. Als Hilfe bot die Stadtverwaltung an 150 Fanega Weizen jährlich über acht Jahre zu liefern; im Tausch dafür, dass die Dominikaner Unterricht in Grammatik, Logik und Philosophie erteilten.
Im Jahr 1612 wurde das Unterrichtsangebot erweitert durch die Einrichtung eines Lehrstuhles für Theologie. Ein Jahr danach wurden im Kloster eine Schule unter dem Namen Santo Tomás und eine öffentlich Bibliothek eingerichtet. Während des 18. Jahrhunderts gerieten das Kloster und die Schule in Rivalität mit den Augustinern, die eine vom Papst genehmigte Universität eingerichtet hatten. Ein Jahrhundert später wurde im Rahmen der Desamortisation auch das Kloster Santo Domingo in La Laguna aufgelöst und der Besitz eingezogen. Im Jahr 1841 übernahm die Stadtverwaltung die Gebäude, um darin das Hospital de Dolores unterzubringen – das wurde allerdings nie durchgeführt.
Nach der Auflösung des Klosters wurden die Gebäude in ein Gemeindehaus und ein kirchliches Gefängnis umgewandelt und gelegentlich auch als Bischofssitz genutzt. 1877 wurden sie in ein Priesterseminar umgewandelt. In den Jahren 1980 bis 2000 war hier eine Einrichtung der Erwachsenenbildung untergebracht. Seit Ende des Jahres 2002 werden die Räume des Klosters von der Stadtverwaltung genutzt; dort ist heute (2008) der Sitz des Amtes für Kultur und das geschichtlich-künstlerische Erbe der Stadt San Cristóbal de la Laguna.
Der Bau der Kirche stand von Anfang an unter dem Schutz bedeutender Familien aus La Laguna, die teilweise hier ihre Grabstätte hatten.
Die Klosterkirche entwickelte sich aus der Kapelle de la Concepcíon, die heute ein Teil des Seitenschiffs bildet. Das restliche Seitenschiff besteht, von außen erkennbar, aus vielen ehemaligen Kapellen unterschiedlicher Höhe.
Der Glockenturm (Espadaña) aus dem 18. Jahrhundert steht in einem rechten Winkel zur Kirchenfassade. Er überragt die Fassade des Klosters und verbindet die beiden Gebäude.
Im Jahr 1945 kümmerte sich der Gemeindepfarrer José García Pérez um die Restaurierung der Kirche. Von ihm stammt der Einfall, die südliche Innenwand durch ein flächendeckendes Fresco schmücken zu lassen. Die Themen für das Bild wurden von dem damaligen Bischof Fray Albino González Menéndez-Raigada ausgewählt: Sankt Pius in der Schlacht von Lepanto, die Aushändigung des Rosenkranzes an den Heiligen Dominikus, die Heilung eines Gelähmten durch die Jungfrau von Candelaria (vor dem Eingang der Kirche Santo Domingo). Das Ganze wird gekrönt von einem Fries, in welchem die Allegorien des Rosenkranzes und die Litanei der Jungfrau dargestellt sind. Signiert ist das Bild von Mariano de Cossío und Antonio González mit dem Datum 1948.
Zurzeit ist die Kirche die Gemeindekirche unter dem Patronat der Virgen del Rosario. Sie steht seit 1986 unter Denkmalschutz.

### Ermita San Miguel

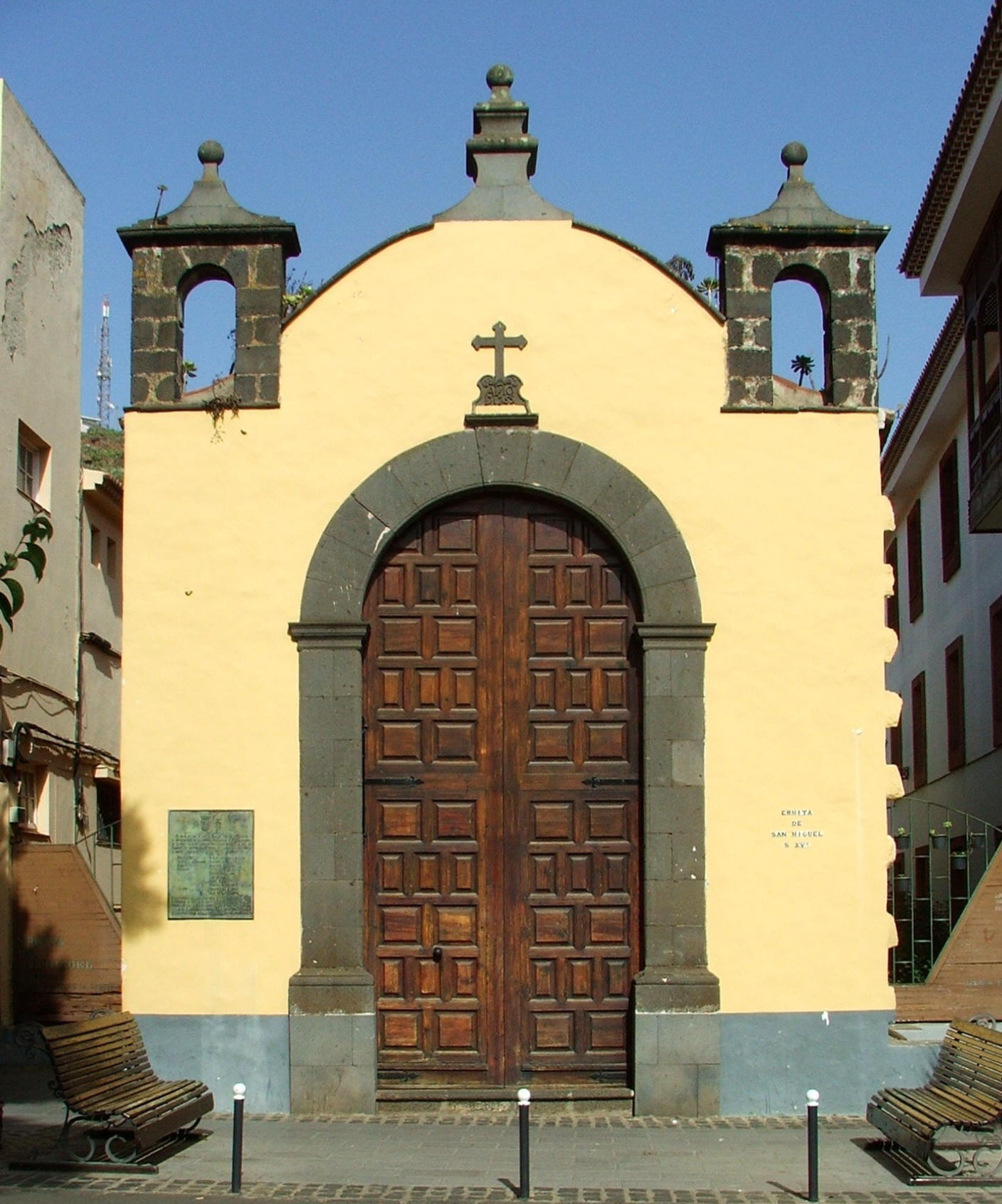
Ermita San Miguel

Die Kapelle San Miguel befindet sich etwa in der Mitte der Ostseite der Plaza del Adelantado. Die Errichtung der Kapelle begann auf Anordnung des Adelantados Don Alonso Fernández de Lugo im Jahr 1506. In der Kapelle fanden bis zur Errichtung des Cabildogebäudes die Sitzungen des Cabildos statt. Nach dem Tod des Erbauers verfiel die Kapelle, wurde aber im Jahr 1547 wiederaufgebaut. Im Jahr 1759 wurde die Fassade an die Fluchtlinie des Platzes angeglichen und erhielt so ihr heutiges Aussehen. In den 1970er-Jahren wurde die Kapelle, die bis dahin als Lagerraum diente, renoviert und bietet heute einen geeigneten Raum für Ausstellungen. Das Gebäude steht seit 1999 unter Denkmalschutz.
Die Kapelle ist ein gutes Beispiel für traditionelle religiöse Gebäude der Kanarischen Inseln. Der größte Teil der Fassade wird durch die Eingangstür eingenommen, die oben in einem Halbkreis abschließt und von zwei Pilastern und einem Bogen aus Haustein umrahmt ist. Über dem Bogen ist die Jahreszahl 1759 angebracht, das Jahr der Erstellung der Fassade. Den oberen Abschluss der Front bildet ein geschwungener Bogen und auf beiden Seiten eine Espadaña (Glockengiebel). Der einschiffige Innenraum ist in drei unterschiedlich hohe Ebenen gegliedert.

### Iglesia und Convento de Santa Catalina de Siena

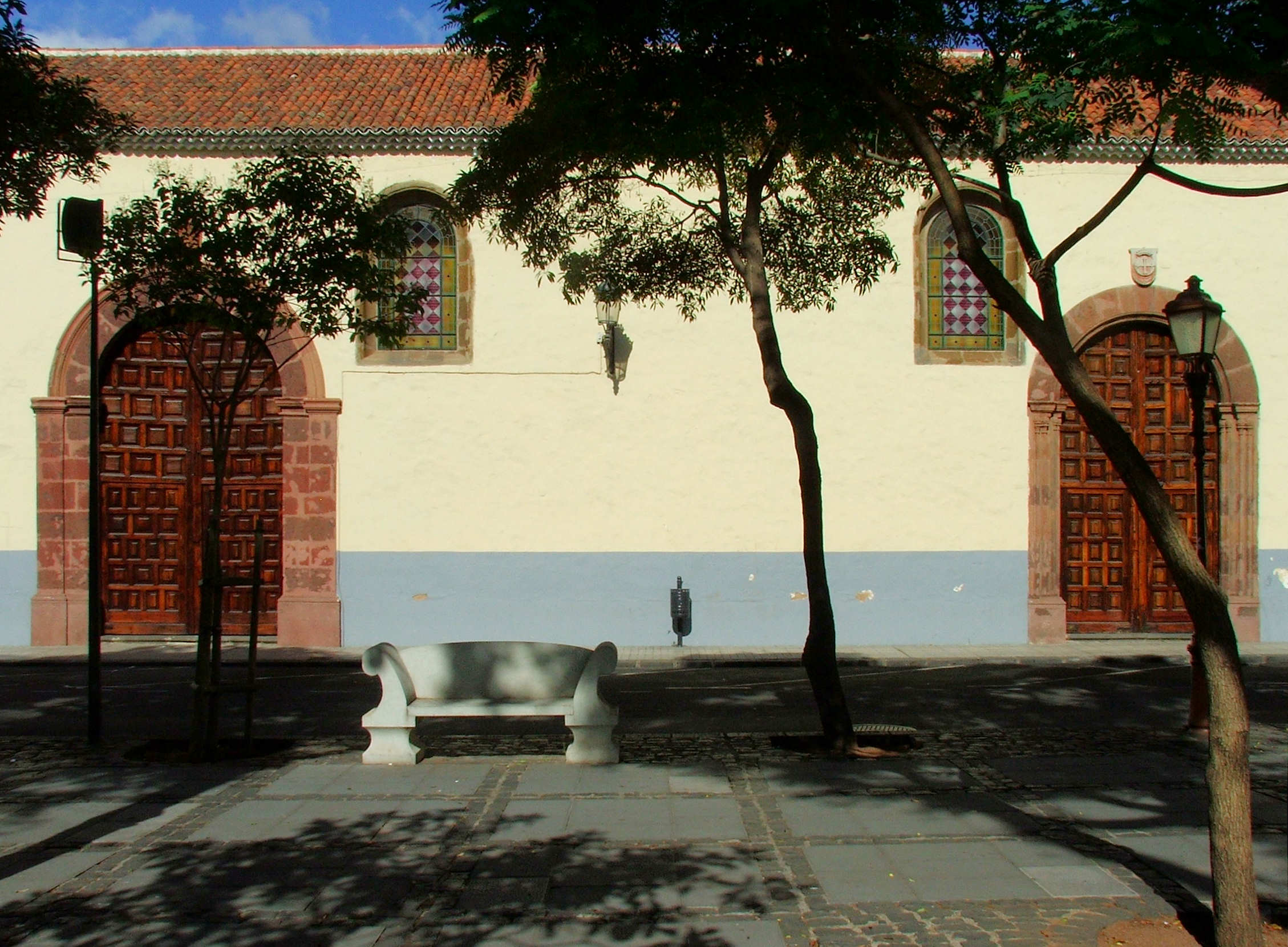
Convento de Santa Catalina

Die ersten Informationen über das Kloster der Heiligen Katharina von Siena stammen aus der ersten Hälfte des 16. Jahrhunderts. Im Jahr 1524 plante das Cabildo die Gründung eines Nonnenklosters auf einem dafür bereitgestellten Gelände. Trotzdem wurde das Projekt erst im Jahr 1611 verwirklicht. Juan de Cabrejas, Regidor der Insel La Palma und seine Ehefrau Doña María de Salas kauften im Jahr 1600 das Gelände, auf dem das seinerzeit unbewohnte und teilweise verfallene Haus des Adelantado stand. Sie traten es an den Orden ab, damit dort das Nonnenkloster der Dominikanerinnen gebaut werden konnte. Am 23. April 1611 wurde das Kloster nach dem Eintritt der ersten vier Nonnen aus Sevilla geweiht.
Das Kloster bekam sein endgültiges Aussehen im 17. Jahrhundert. In dieser Zeit wurde es zu einem der reichsten der Insel. Nach und nach wurde der gesamte Häuserblock mit weiteren Gebäuden des Klosters bebaut. Ende des 17. Jahrhunderts lebten hier mehr als 100 Schwestern. Im 19. Jahrhundert war das Kloster aufgrund der großen Zahl der Ordensfrauen von der Desamortisation nicht betroffen. Es ist bis heute mit demselben Orden verbunden. Auch heute (2008) leben hier Ordensschwestern der Dominikanerinnen in Klausur.
Die Anordnung der einzelnen Bauteile entspricht den architektonischen Grundsätzen der Klosterarchitektur der Entstehungszeit. Die Dächer sind mit gewölbten Ziegeln gedeckt. Die Außenmauern überragen den Glockenturm, die Miradores-ajimezes (durch Holzgitter geschlossene Aussichtsbalkone) haben eine eindeutig maurische Tradition.
Die einschiffige Kirche wurde in der gleichen Zeit wie das Kloster errichtet. Der Marmorboden ist neueren Ursprungs. Die Holzdecke ist im Mudejar-Stil angelegt. Die zwei großen geschnitzten Eingangstore der Kirche werden von Halbkreisbögen abgeschlossen.
In der Kirche befindet sich der Leichnam der Schwester María de Jesús (María de León Bello y Delgado). Der Reeder und Schiffskapitän Amaro Rodrígez Felipe, genannt Amaro Pargo, erwirkte drei Jahre nach ihrem Tod bei den Oberen des Ordens die Exhumierung, um sie in einen Holzsarg um zu betten. Die Nonnen wurden üblicherweise direkt in der Erde bestattet. Der Körper erwies sich als nahezu unverändert und ruht seit dieser Zeit in einem Sarg, den der Kapitän gespendet hat. Die Überreste der Schwester María de Jesús, die in dem Ruf der Heiligkeit steht, werden an jedem 15. Februar besonders verehrt. Die örtlichen kirchlichen Autoritäten haben den Seligsprechungsprozess beantragt.

### Convento Santa Clara, Iglesia San Juan Bautista

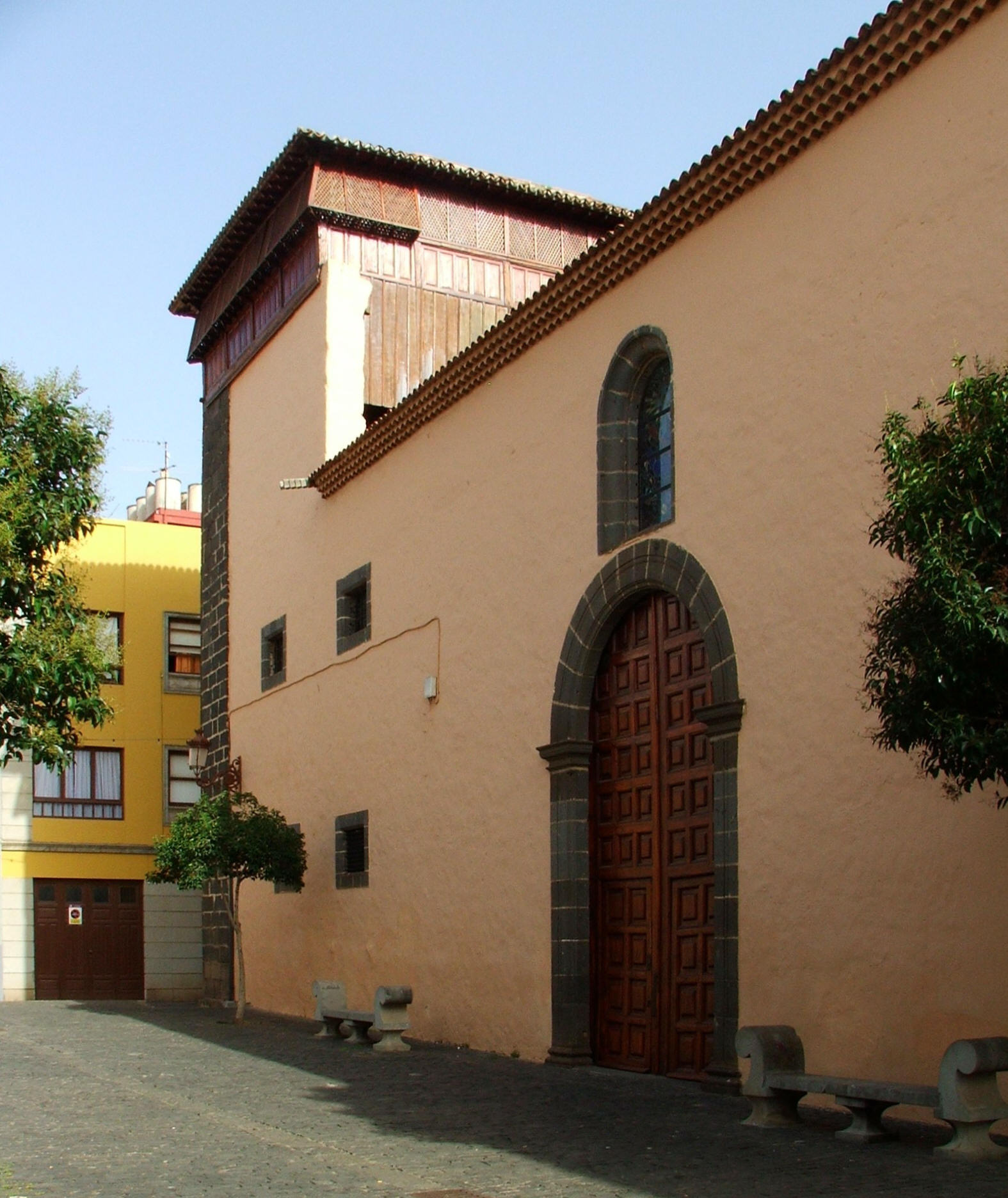
Convento Santa Clara

Das Kloster der Klarissen mit dem Namen Santa Clara [de Asís] war das erste Nonnenkloster, das auf den Kanarischen Inseln gegründet wurde. Die ersten Ordensschwestern kamen aus dem Kloster San Antonio in Baez und dem Kloster Regina Coeli in Sanlúcar de Barrameda. Sie erreichten am 20. Februar 1547 den Hafen von Santa Cruz. Die Überfahrt hatte das Cabildo der Insel gezahlt.
Es gab ein Übereinkommen mit den Franziskanern, die das Kloster San Miguel an den weiblichen Orden abgeben und selber in das Hospital San Sebastian übersiedeln sollten. Im Jahr 1572 forderten die Brüder ihr Kloster zurück. Der lange Streit um die Wiederherstellung des Klosters San Miguel wurde schließlich durch ein Urteil des Papstes zugunsten des Männerordens entschieden.

Im Jahr 1575 versprach Olalla Fonte del Castillo, die Witwe des Regidors Juan Fiesco Nisardo, ein Kloster und eine Kirche für die Klarissen zu errichten. Am 21. Dezember 1577 konnten die Schwestern die Gebäude übernehmen. Während des 17. Jahrhunderts wuchs das Kloster, so dass in der Mitte des Jahrhunderts 150 Ordensschwestern in dem Kloster lebten.

Ein Feuer zerstörte im Jahr 1697 große Teile des Gebäudes. Der Wiederaufbau wurde unverzüglich in die Wege geleitet, und die Kirche konnte bereits im Jahr 1700 wieder genutzt werden. Das Kloster wurde im Rahmen der Desamortisation nicht aufgehoben. Noch heute (2008) leben hier Ordensschwestern der Klarissen in Klausur.
Das Gebäude in seiner heutigen Form stammt aus dem 18. Jahrhundert. Es ist mit zwei großen Innenhöfen versehen die nach der Art der Klosterhöfe der Kanarischen Inseln Holzgalerien haben. Darüber hinaus gab es einen dritten dahinter liegenden schmalen offenen Platz von der gleichen Art wie die vorherigen. Im Inneren des Klosterkomplexes überwiegen die offenen Plätze, die für Licht und Belüftung in den Wohnräumen sorgen, so dass auf Öffnungen in den Außenmauern verzichtet werden konnte. Von außen fällt besonders der schöne Mirador-ajimez nach maurischem Geschmack auf. Er stammt aus dem Jahr 1717. Die Kirche San Juan Bautista ist einschiffig. Der rechteckigem Altarraum ist durch einen Halbrundbogen abgetrennt. Von besonderem künstlerischem Interesse ist die achteckig gefasste Decke über dem Hauptaltar, die ebenfalls eindeutig maurische Einflüsse erkennen lässt.

Die Gebäude stehen seit 1978 unter Denkmalschutz.

### Convento San Francisco oder Real Santuario del Cristo de La Laguna

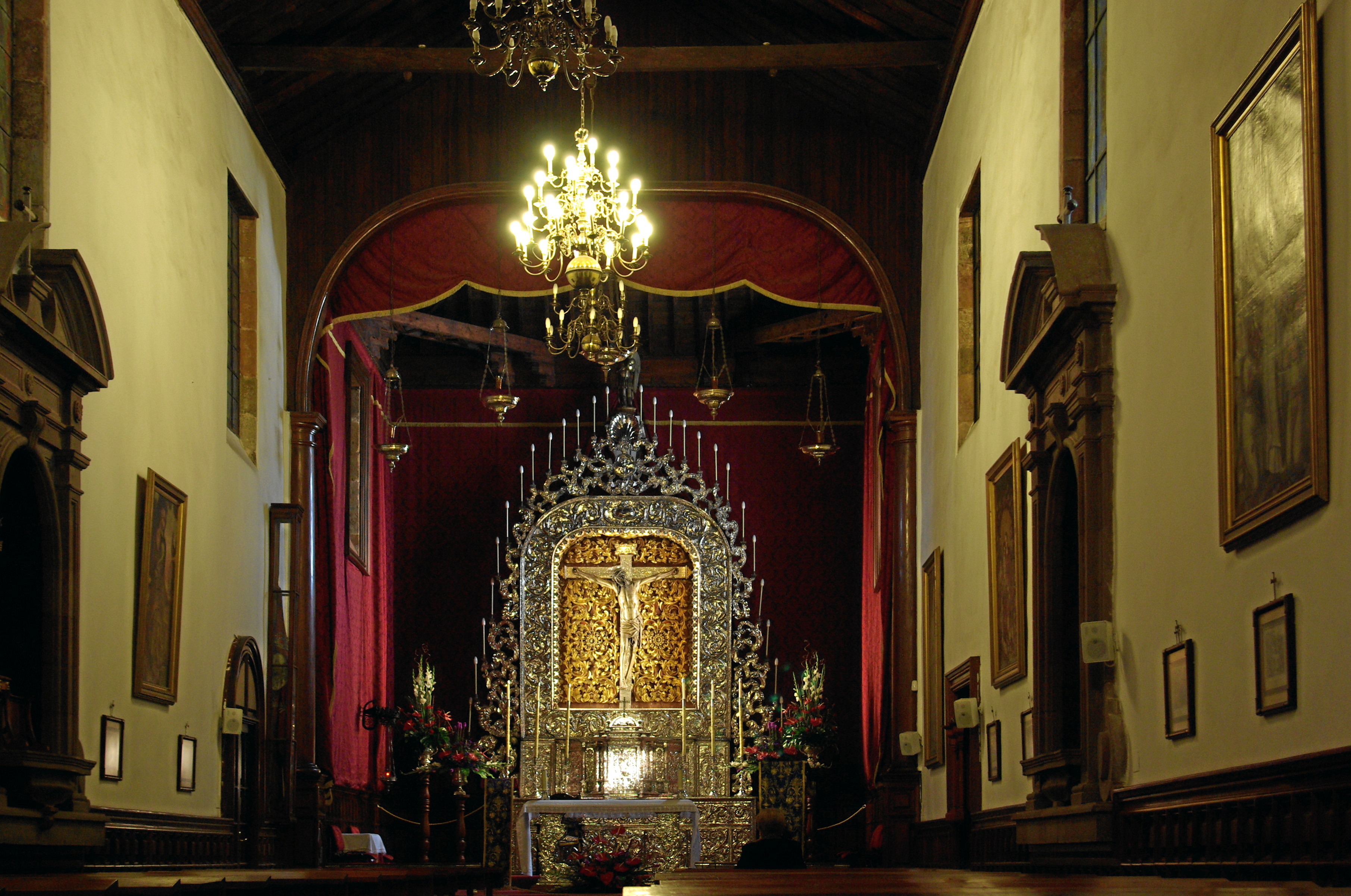
Real Santuario del Santísimo Cristo de La Laguna

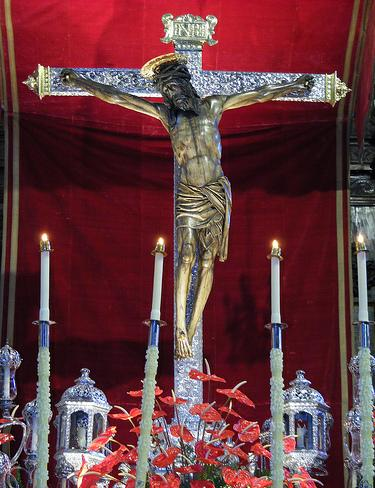
Santísimo Cristo de La Laguna

Das Franziskanerkloster San Miguel de Las Victorias (Heiliger Michael der Siege) wurde direkt nach Abschluss der Eroberung Teneriffas durch Alonso Fernández de Lugo gegründet.
Mit dem Bau des Klosters wurde bereits im Februar oder März 1506 begonnen. Die wichtigsten Gebäude des Klosters konnten aber erst im Jahr 1580 fertiggestellt werden. Unterlagen über die Baugeschichte sind nicht mehr vorhanden. Wir wissen nur, dass es sich um zweistöckige Gebäude handelte, die um einen Hof angeordnet waren. Von diesem Hof gingen verschiedene Anbauten ab; im oberen Stockwerk befanden sich Schlafsäle, Zellen, Werkstätten und eine Krankenstube. Im unteren Teil waren Versorgungsräume und einige Kapellen.
Der Bau der Kirche wurde in der gleichen Zeit begonnen. Von dem einzigen Schiff dessen Eingang auf der rechten Seite war, finden sich heute noch Reste in den Grundmauern des heutigen Altarraums. Es fanden immer wieder Erweiterungen statt, so dass sich die Kirche auf drei Schiffe und verschiedene Kapellen vergrößerte. Aufgrund verschiedener Unglücksfälle war es notwendig das Kloster im Laufe des 17. Jahrhunderts häufig zu renovieren. Ein weiteres bedeutendes Unglück war die schwere Überschwemmung, die La Laguna im Januar 1713 heimsuchte. Sie betraf einen großen Teil der Gebäude, die unbewohnbar wurden. Daher musste das Kloster zeitweilig verlegt werden, um die Wiederaufbauarbeiten durchführen zu können.
Der Klosterhof wurde vergrößert und seit 1726 schlossen sich an den Hof Unterrichtsräume an. Auch das Franziskanerkloster lieferte so einen bedeutenden Beitrag zur Verbreitung von Bildung in La Laguna.
In der Nacht des 28. Juli 1810 erlitt das Gebäude einen schweren Brand. Nur der Glockenturm und das Haus der Bruderschaft wurden verschont. Es konnten aber einige bedeutende Kunstwerke gerettet werden. Darunter der schon damals berühmte Santísimo Cristo de La Laguna, eine Figur, die als Arbeit eines unbekannten Meisters des 15. Jahrhunderts angesehen wird. Die Figur steht heute wieder am Hauptaltar vor einem in Silber getriebenem Retabel. Bei der Prozession zu Ehren des Santísimo Cristo de La Laguna, die jedes Jahr am 14. September stattfindet, wird das Kreuz mitgeführt. In einem kleinen Museum neben der Kirche befindet sich eine Nachbildung des Turiner Grabtuchs.
Das Gebäude steht seit dem Jahr 1986 unter Denkmalschutz.

### Ex-Convento de San Agustín (I.E.S. Canarias „Cabrera Pinto“)

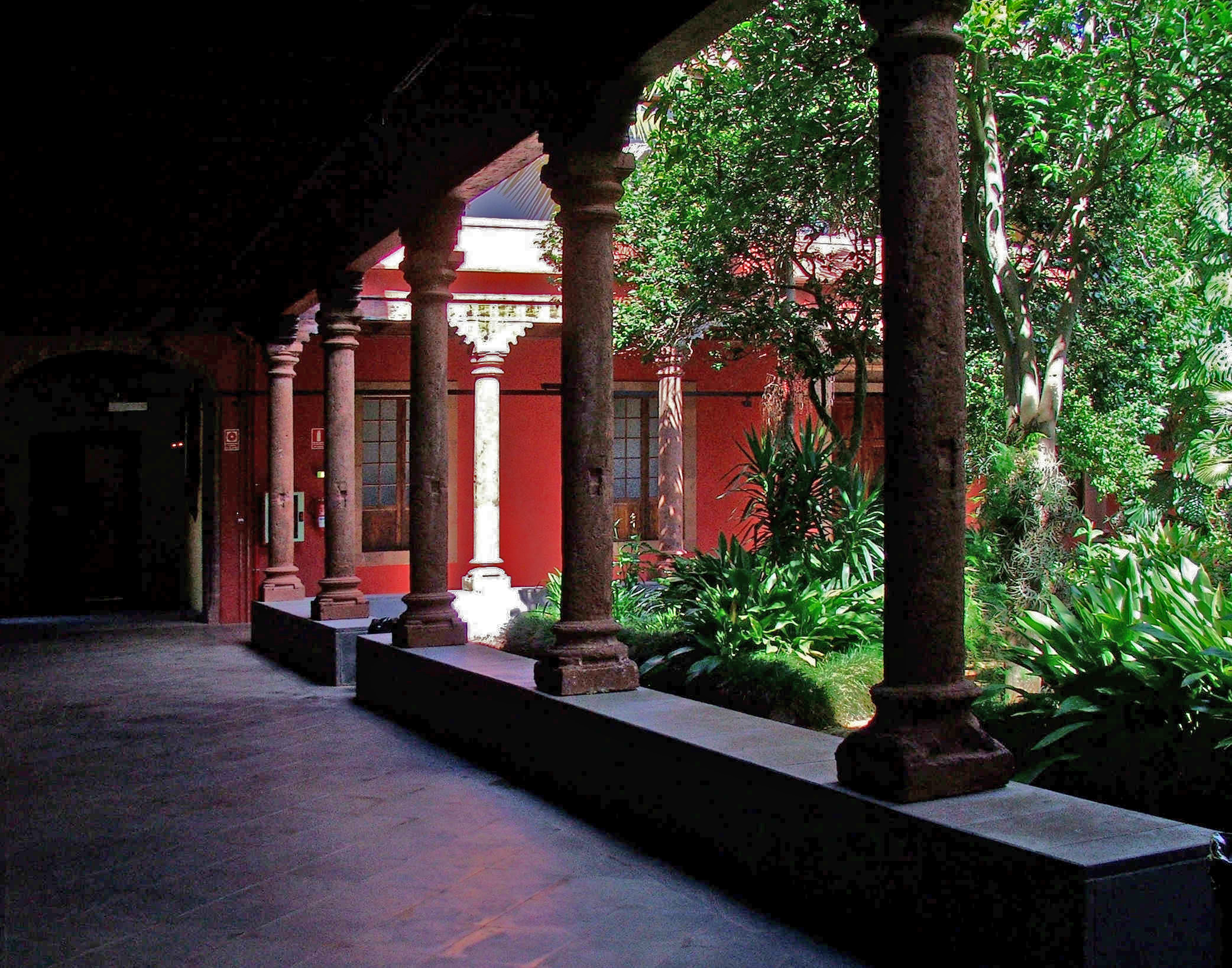
Ex-Convento de San Agustín

Die Ursprünge des ehemaligen Klosters San Agustín gehen auf den Anfang des 16. Jahrhunderts zurück, als der Adelantado, Alonso Fernández de Lugo den Orden der Augustiner dafür belohnte, dass dieser ihn bei der Eroberung und Kolonisation der Insel begleitete.
Die ersten schriftlichen Urkunden des Klosters Espíritu Santo (Heiliger Geist) sind aus dem Jahr 1504. Im Jahr 1506 wurde mit dem Bau der Klostergebäude begonnen. Die Fertigstellung fällt in die Zeit des Priors Pedro Grimón (zwischen 1527 und 1560), der ein Sohn des Eroberers Jorge Grimón war. Diese Verwandtschaft erklärt auch, warum diese Familie und ihre Nachkommen, die Nava y Grimón, Schirmherren des Klosters waren. Weitere Schenkungen in Form von Ackerland, Landgütern, Wasserrechten, Grundstücken und Häusern in verschiedenen Gegenden Teneriffas machten das Kloster zu einem der reichsten der Insel.
Die längste Zeit des Bestehens dienten die Gebäude der Vermittlung von Bildung. Seit 1539 wurde im Eingangssaal Latein und Grammatik unterrichtet. Die Kosten dafür übernahm das Cabildo. Während des 18. Jahrhunderts wurde die erste kurzlebige Universität der Kanarischen Inseln, die Augustina hier gegründet. Sie kam im Jahr 1821 als Universidad Literaria de San Fernando zurück in die Räume der Mönche bis im Jahr 1836 das Kloster aufgehoben wurde. Die Universität wurde fortgeführt bis in das Jahr 1845. Ein königlicher Erlass löste sie auf und an ihrer Stelle wurde im Jahr 1846 das Instituto de Segunda Enseñanza de Canarias (ein Gymnasium) geschaffen. Es war das einzige Gymnasium auf den Kanarischen Inseln, bis im Jahr 1916 ein weiteres in Las Palmas de Gran Canaria und 1931 ein drittes auf La Palma gegründet wurde. Erst als 1970 das Ley General de Educación in Kraft trat, vervielfältigte sich die Anzahl der Gymnasien auf den Inseln.
Im Jahr 1926 wurde nach den Plänen von Pelayo Lopez neue Anbauten aus Beton an das alte Gebäude angebaut. Hierdurch entstanden an der Calle Anchieta vier Höfe und an der Calle Rodrígez Moure ein Abschluss mit einer neoklassizistischen Fassade. Die Arbeiten wurden Jahr 1935 unterbrochen und in den Jahren 1944 bis 1948 durch den gleichen Architekten fortgeführt. In den 1950er-Jahren wurden die Arbeiten durch den Architekten Domingo Pisaca beendet. Das Gebäude erhielt seine letzte große Restaurierung in den Jahren 1993 bis 1997, die durch die Regierung der Autonomen Region der Kanarischen Inseln und durch das Cabildo der Insel finanziert wurde.
Heute bietet das Gebäude einen der schönsten Renaissanceinnenhöfe der noch den Originaleindruck vermitteln. Von den sechs Kapellen, die an den Innenhof anschlossen, sind heute noch eine Säule und ein Teil einer Wandmalerei zu erkennen. Der zweite Innenhof, der Claustro de los Cipreses (Zypressenhof) aus dem 18. Jahrhundert, wurde 1993 nahezu originalgetreu wiederhergestellt. Die Kirche wurde im Jahr 1964 durch einen Brand zerstört. Geblieben sind nur die Außenmauern und ein Marmorrelief der Virgen de Gracia über dem früheren Hauptportal. Im Jahr 1983 wurde das Ex-Convento de San Agustín unter Denkmalschutz gestellt.

### Iglesia Catedral Nuestra Señora de los Remedios

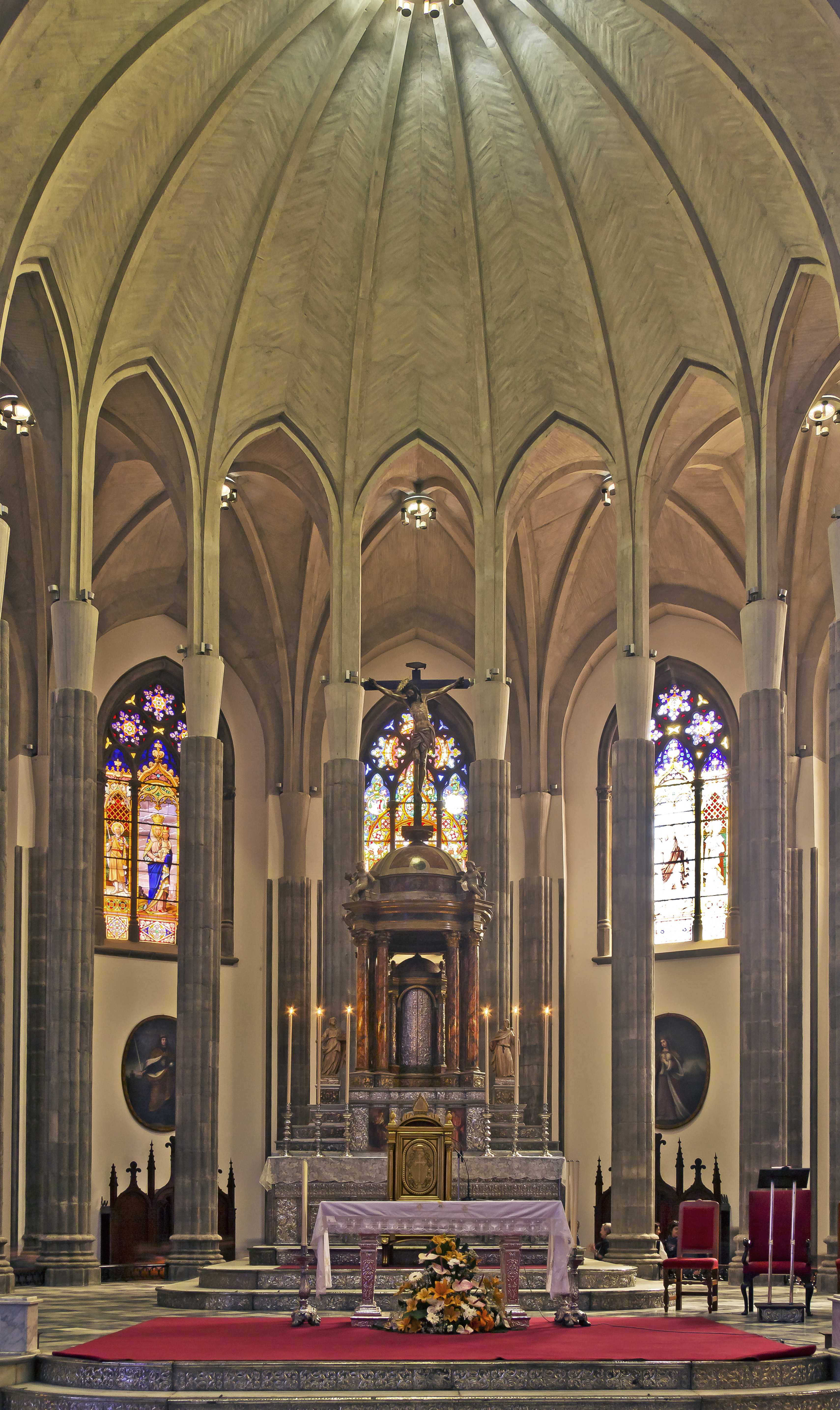
Altarraum der Kathedrale Nuestra Señora de los Remedios nach der Renovierung 2014

Der Bau wurde 1515 als zweite Gemeindekirche begonnen. Ihre Grundfläche von 80 mal 48 Fuß war von bescheidenen Ausmaßen. Spätere Umbauten, besonders in der zweiten Hälfte des 16. Jahrhunderts, wandelten bis zum Jahr 1590 die einschiffige in eine dreischiffige Kirche mit einem stark erweiterten Altarraum um. Im 17. Jahrhundert wurde die Kirche um einige Kapellen erweitert. Am Ende des 18. Jahrhunderts bestand die Kirche aus fünf Schiffen und einem Glockenturm mit einer Uhr. Als zu Beginn des 19. Jahrhunderts dieser Glockenturm wegen Einsturzgefahr erneuert werden musste, entschloss man sich, die gesamte Fassade umzugestalten. Diese Umgestaltung fiel zusammen mit der Gründung des Bistums San Cristóbal de La Laguna. Die Gemeindekirche wurde zur Kathedrale erklärt.
Als Folge der vielen Umbauten und Eingriffe in die Grundstruktur des Gebäudes im 19. Jahrhundert ergaben sich Probleme mit der Stabilität, die dazu führten, dass die Kirche geschlossen und zur Ruine erklärt werden musste. Es wurde entschieden, die Kirche mit Ausnahme des größten Teils der Fassade abzureißen und neu im Stil der Neugotik aufzubauen. Bei dem Neuaufbau in den Jahren 1904 bis 1913 wurde die Gesamtgröße der Grundfläche eingehalten, allerdings in einer dreischiffigen Anlage. Als neues Element wurde ein Umgang um den Altarraum eingeführt.
Im Jahr 2002 wurde die Kirche wegen der Einsturzgefahr der Gewölbe und der Kuppel geschlossen. Nachdem die komplette Dachkonstruktion erneuert war, wurde die Kirche am 31. Januar 2014 wieder eröffnet.

### Iglesia de la Inmaculada Concepción de la Virgen María

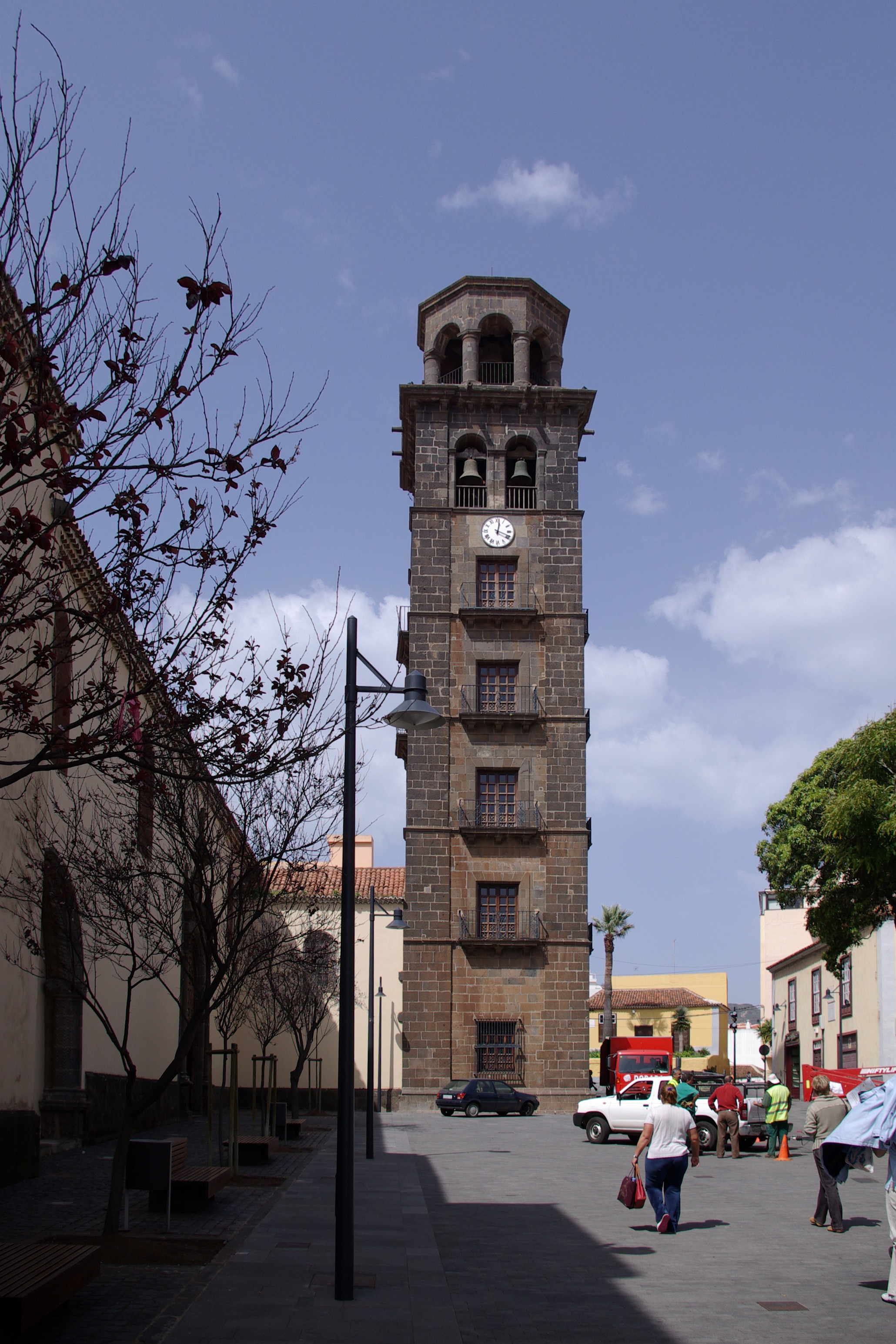
Iglesia de La Conceptión, Glockenturm

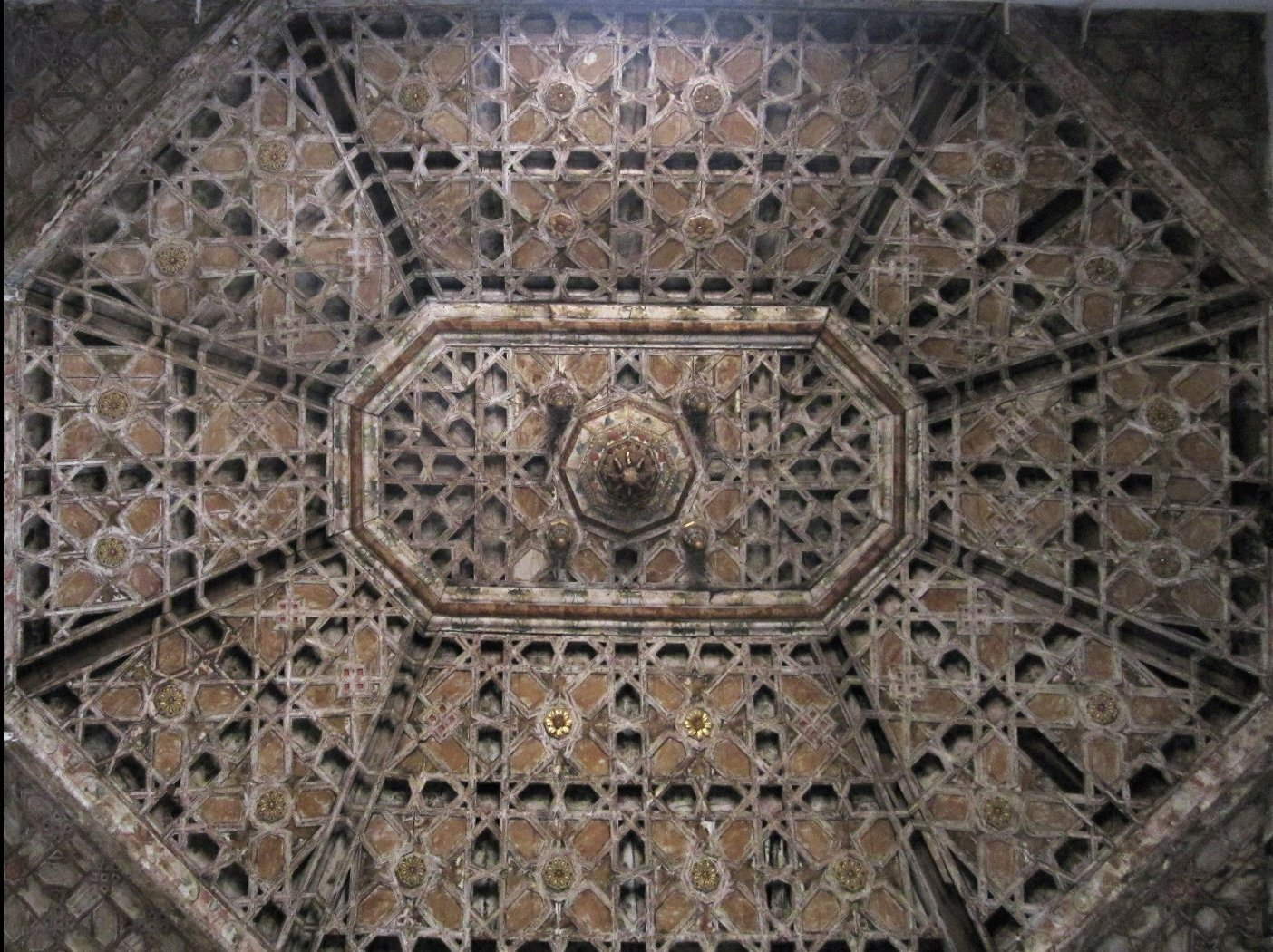
Iglesia de La Conceptión, Artesonado-Decke

Die Kirche La Concepción ist die älteste Gemeindekirche der Insel. Das erste Gebäude stammte aus den Jahren 1496/1497. Von diesem Bauwerk ist heute nichts mehr erhalten. Im Jahr 1515 bat das Cabildo von La Laguna das Domkapitel in Las Palmas de Gran Canaria um die Genehmigung die Kirche wiederaufbauen und erweitern zu dürfen. Die Wiederherstellung wurde von Alonso Fernández de Lugo gebremst, dessen Interesse darauf gerichtet war, die Entwicklung der Villa de Abajo und damit den Bau der Kirche Remedios zu fördern. Nach verschiedenen Wechselfällen zeigte die Kirche im Jahr 1558 bereits grundsätzlich ihr heutiges Aussehen, d. h. drei Schiffe, die durch Säulen getrennt sind. Aufgrund der Erweiterungen, die im 17. Jahrhundert vorgenommen wurden, war eine Totalrenovierung notwendig, bei der in den Jahren 1714 bis 1737 auch der Hauptaltarraum erweitert wurde.
Im Verlauf des 18. Jahrhunderts wurden verschiedene Teile des Gebäudes erneuert oder abgerissen. Das war notwendig wegen der teilweise schlechten Qualität der verwendeten Baustoffe. Ein Teil der Konstruktion, die wir heute sehen, wurde gegen Ende des 18. Jahrhunderts begonnen.
Heute ist die Kirche eine Zusammenfassung von Gebäuden verschiedener Epochen, die keinen einheitlichen Stil aufweisen. Die Bauart ist aber typisch für kanarische Kirchen: Haustein an den Ecken, den Fenstereinfassungen und den Portalen und große verputzte und angestrichene Flächen.
Der Zugang geschieht durch zwei seitliche Portale. Der Eingang auf der Nordseite ist aus dem 16. Jahrhundert und liegt auf dem Niveau des Platzes. Den Eingang auf der gegenüberliegenden Seite erreicht man über Treppen, die von Gartenanlagen umgeben sind.
Auf der Nordseite der Kirche steht als unabhängiger Baukörper der Glockenturm auf einer quadratischen Grundfläche. Er gilt als das Erkennungszeichen der Stadt La Laguna.
Der Turm wurde zum ersten Mal im Jahr 1577 errichtet, fiel aber recht bald zusammen, um im Jahr 1630 neu erbaut zu werden. Auch dieser Bau war nicht von langer Dauer. Ein drittes und letztes Mal wurde der Turm dann im Jahr 1694 erbaut. Inzwischen hat er, auch in unserem Jahrhundert, viele Veränderungen erfahren. Die Kanten des Turms und die Fenstereinfassungen sind aus Haustein. Die unteren sechs Stockwerke werden durch einen achteckigen Abschluss gekrönt. Der untere Teil des Turms, der von der Kirche aus durch eine Seitenkapelle erreicht werden kann, wird als Taufkapelle genutzt und hat ein gotisches Gewölbe. In dieser Kapelle wird ein Taufbecken aus Majolika aufbewahrt, das aus Sevilla stammt und für die Taufe der Guanchenfürsten benutzt worden sein soll, die sich 1496 in Los Realejos den Eroberern ergeben hatten.
Die Kirche steht seit 1948 unter Denkmalschutz.
Im Stadtteil Las Chumberas: die von Fernando Menis entworfene Pfarrkirche Santísimo Redentor mit Gemeindezentrum und Bibliothek.

## Traditionelle Feste in der Innenstadt von La Laguna
- Semana Santa, In der Woche vor Ostern
- Corpus Christi, Sonntag nach Fronleichnam
- Romeria de San Benito, Juni oder Juli
- Santisimo Cristo de La Laguna, 14. September

## Verkehr
Der Flughafen Los Rodeos, der auch als Tenerife Norte bezeichnet wird, liegt auf dem westlichen Stadtgebiet von La Laguna. Im März 1977 erlangte er durch die Flugzeugkatastrophe von Teneriffa mit 583 Toten traurige Berühmtheit. Der Flughafen ist heute mit allen notwendigen Einrichtungen wie Bodenradar sowie Start- und Landehilfen ausgerüstet. Über diesen Flughafen wird in erster Linie der Flugverkehr mit den anderen Inseln und mit dem spanischen Festland abgewickelt.
Die Nordautobahn TF-5 von Santa Cruz nach Realejos führt direkt an der Innenstadt vorbei. Mit der Südautobahn TF-1, die von Santa Cruz zum Südflughafen führt, ist La Laguna durch die Anschlussautobahn TF-2 (Enlace) verbunden. Östlich der Stadt verbindet eine Umgehungsstraße die Stadt Tegueste mit der Nordautobahn.

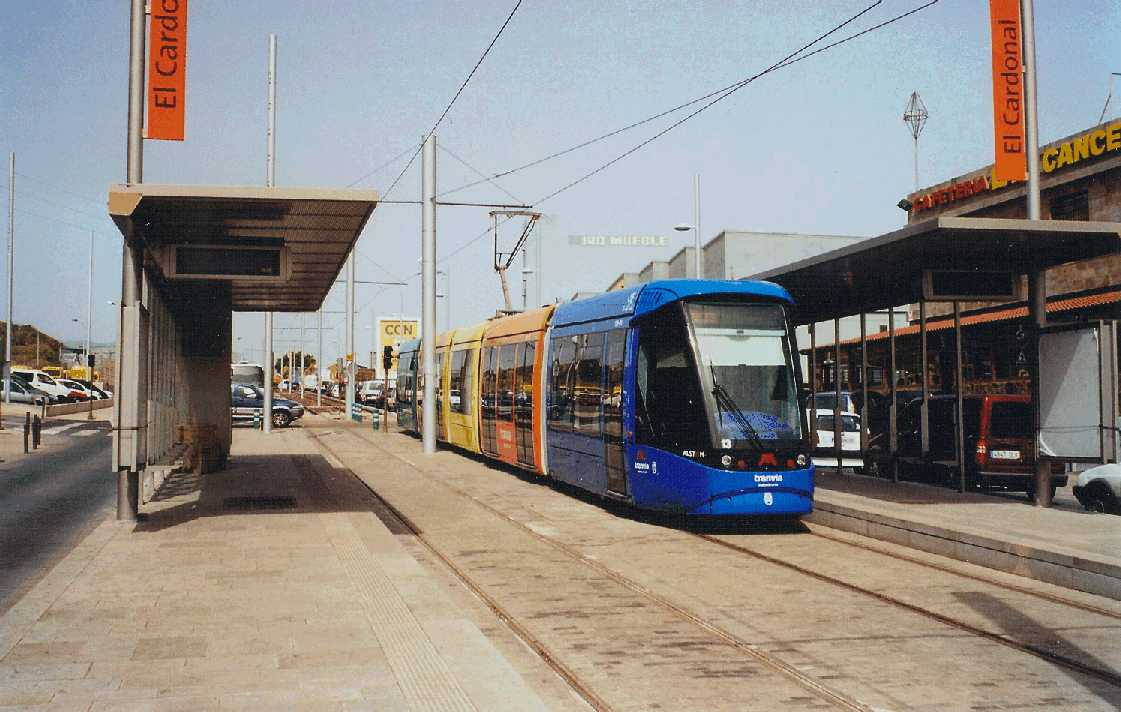
Seit dem Jahr 2007 sind die Innenstädte von Santa Cruz und La Laguna wieder durch eine Straßenbahnlinie verbunden.

## Söhne und Töchter der Stadt
- José de Anchieta (1534–1597), katholischer Heiliger, Missionar und Sprachforscher
- Amaro Pargo (1678–1747), Korsar
- Cristóbal Bencomo y Rodríguez (1758–1835), Lehrer und Beichtvater von Ferdinand VII. Erzbischof von Heraclea, General Inquisitor
- Antonio Pereira-Pacheco y Ruiz (1790–1858), Geistlicher und Schriftsteller
- Óscar Domínguez (1906–1958), Maler des Surrealismus
- Manuel Antonio Hermoso Rojas (1935–2025), Regionalpolitiker der Autonomen Gemeinschaft Kanarische Inseln
- Fernando Clavijo Batlle (* 1971), Wirtschaftswissenschaftler, Geschäftsmann und Politiker
- Ayoze Díaz Díaz (* 1982), Fußballspieler
- Cristo Reyes (* 1987), Dartspieler
- Ana Guerra (* 1994), Sängerin und Kandidatin der Fernsehsendung Operación Triunfo 2017